# Biserica reformată din Fântânele, Bistrița-Năsăud

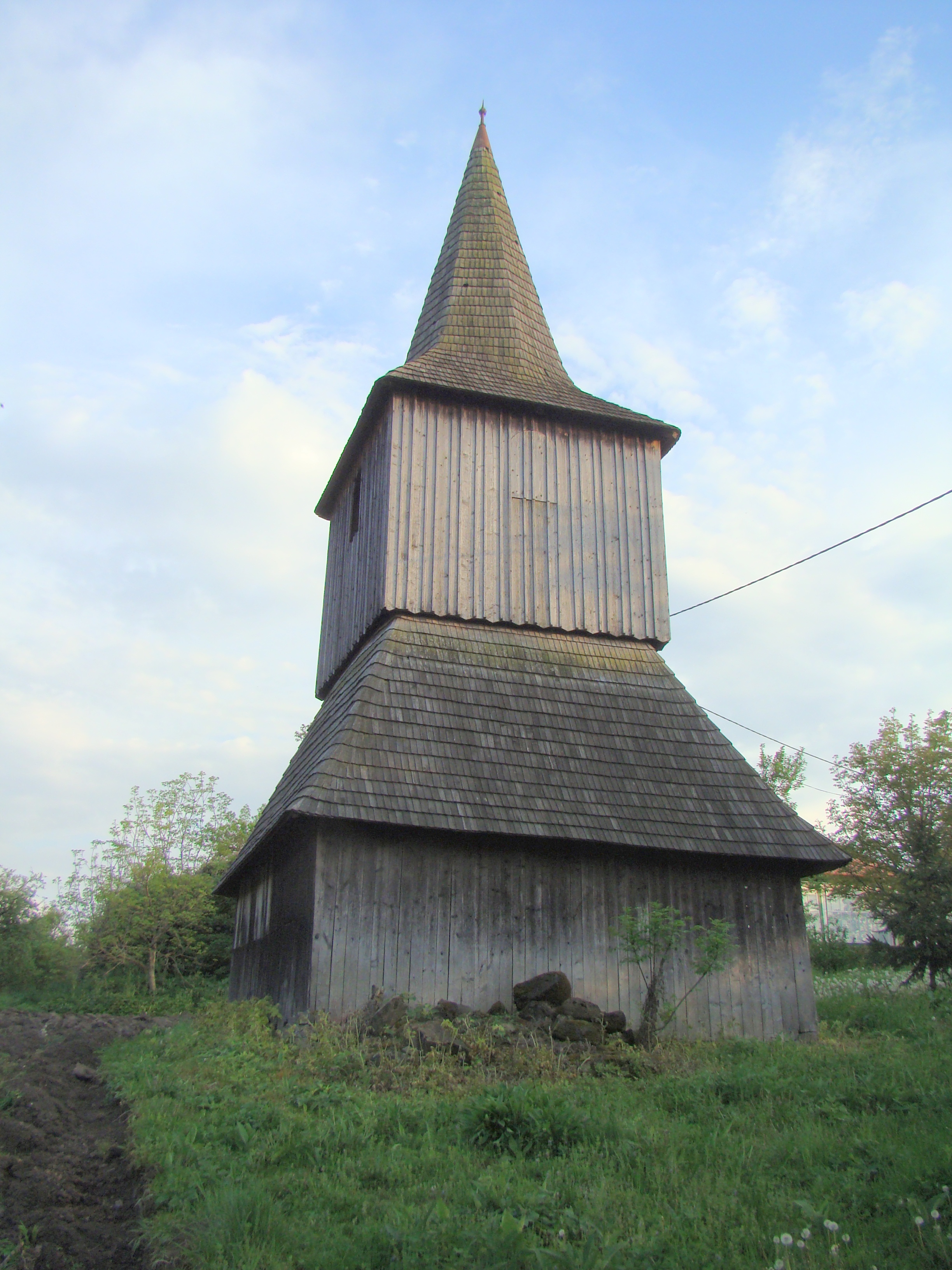
Turnul clopotniță din lemn al bisericii reformate din satul Fântânele

Biserica reformată din Fântânele este un ansamblu de monumente istorice aflat pe teritoriul satului Fântânele; comuna Matei.
Ansamblul este format din două monumente:
- Biserica reformată (cod LMI BN-II-m-B-01656.01)
- Turn clopotniță al bisericii reformate (cod LMI BN-II-m-B-01656.02)

## Localitatea
Fântânele, mai demult Iuș, (în dialectul săsesc Eisch, Aisch, în germană Neuösch, Eisch, Erbdorf, în maghiară Újős, Szászújős) este un sat în comuna Matei din județul Bistrița-Năsăud, Transilvania, România. Satul este atestat  documentar în anul 1288 sub numele Ws (citit „ős”).

## Biserica
În 1332 avea o biserică parohială catolică, preotul său, Nicolae, fiind menționat în lista dijmelor papale. În timpul reformei protestante locuitorii satului trec la luteranism, iar după 1620 la calvinism. La debutul secolului al XVII-lea satul a fost distrus de armata lui Gheorghe Basta, și apoi repopulat. După 1601–1603 biserica s-a degradat. Cum locuitorii n-au putut-o întreține, au demolat-o. Între 1784-1794 a fost construită pe un alt amplasament actuala biserică din sat.

## Imagini din exterior

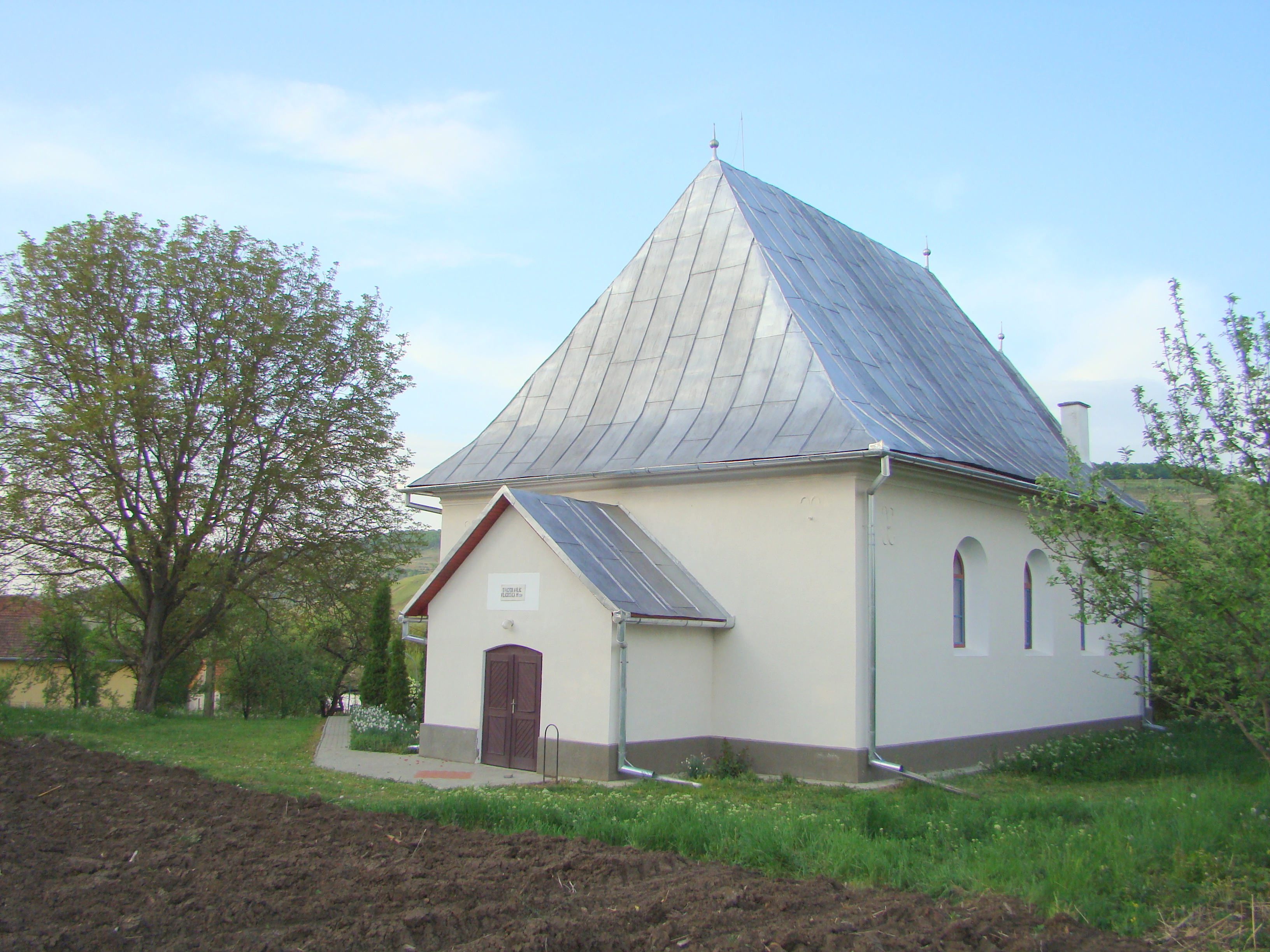
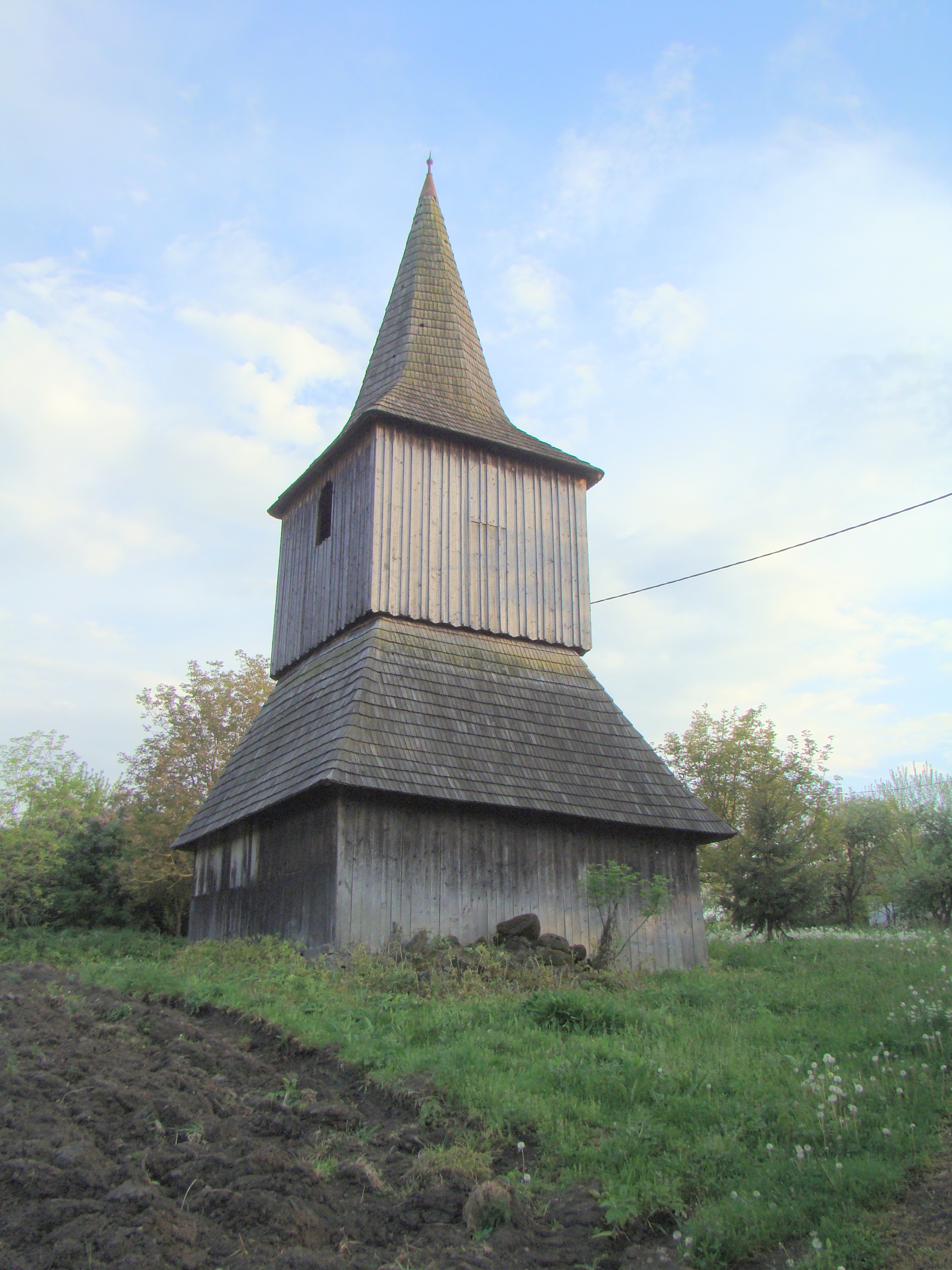
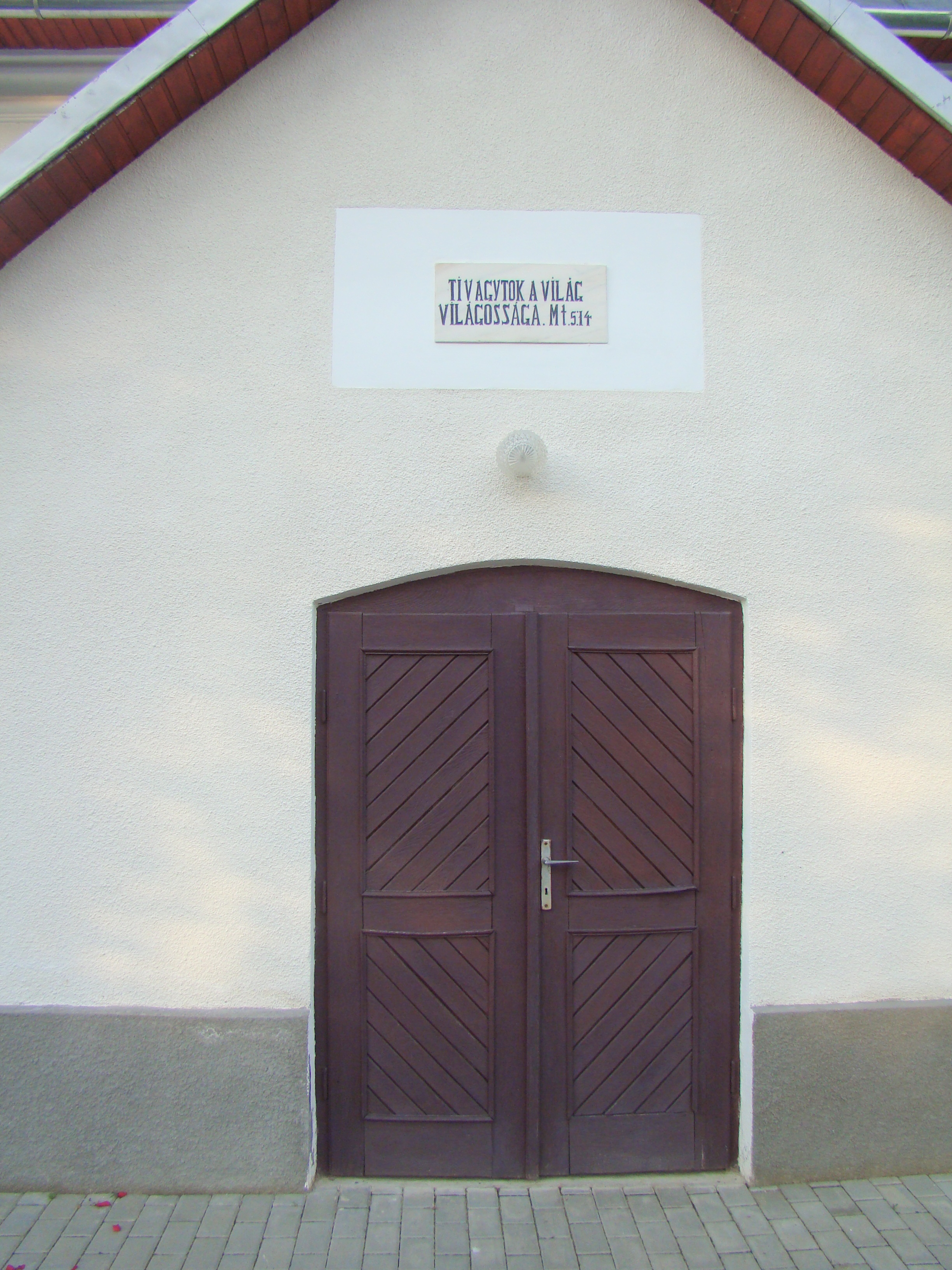
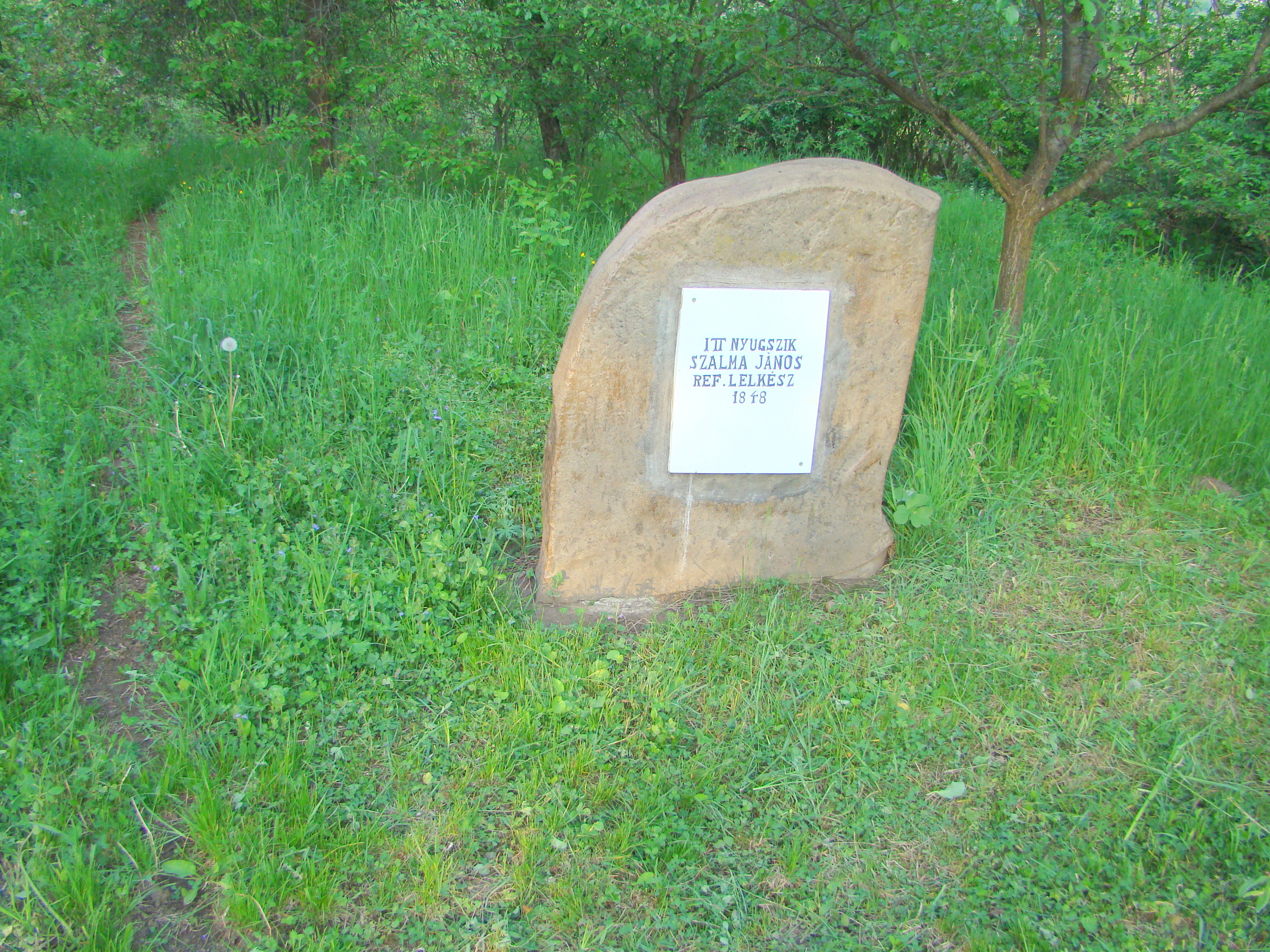
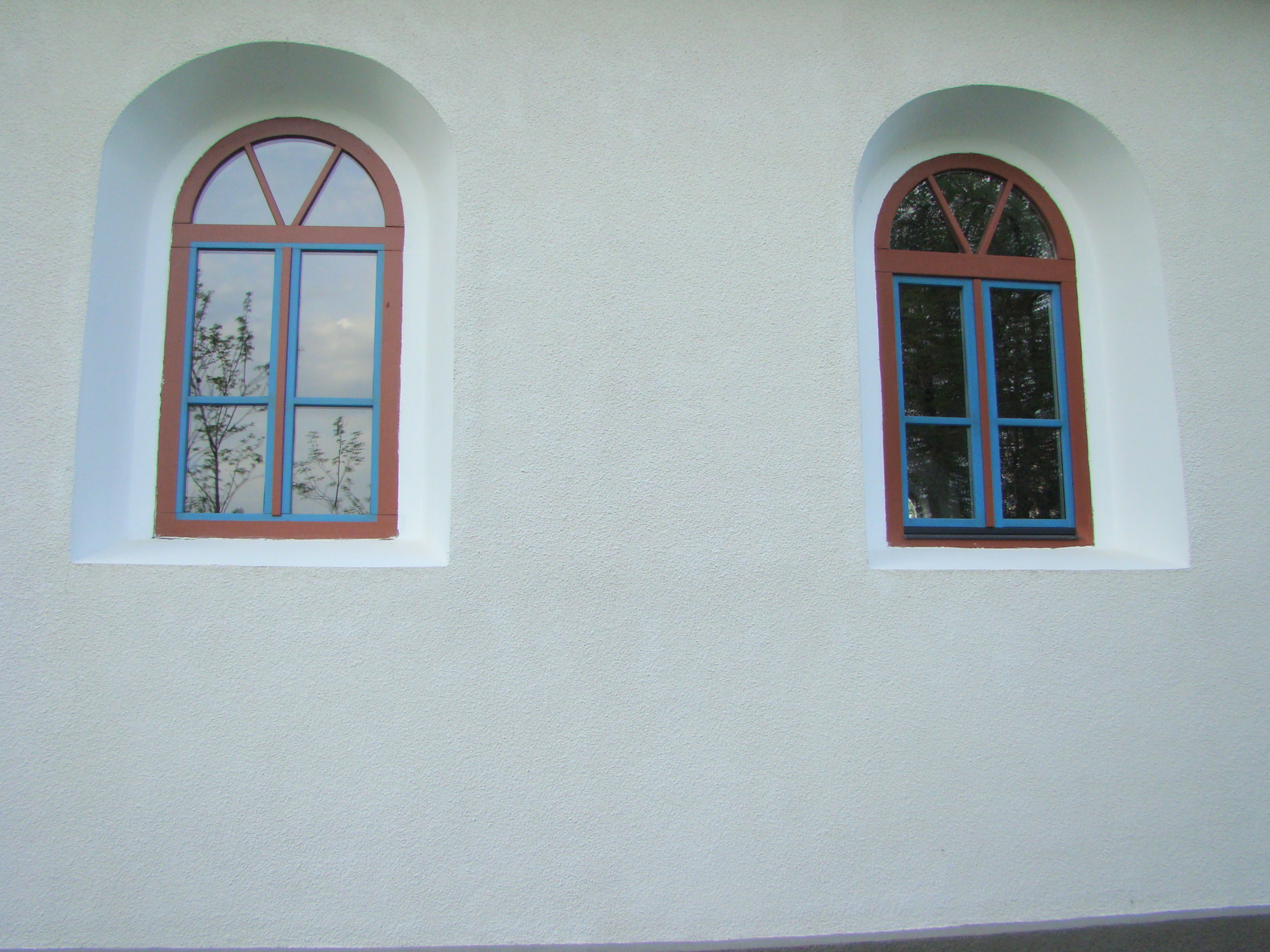
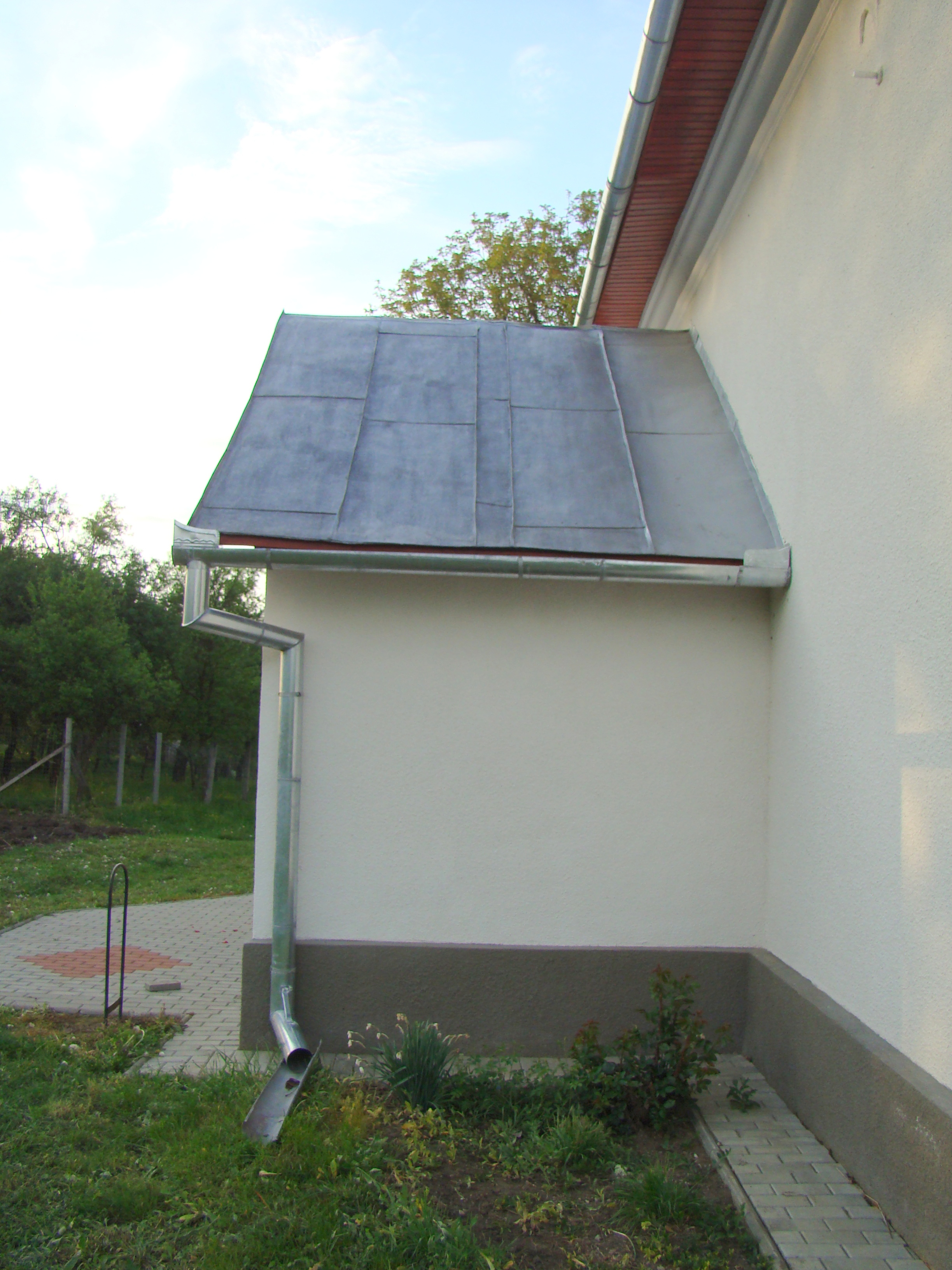
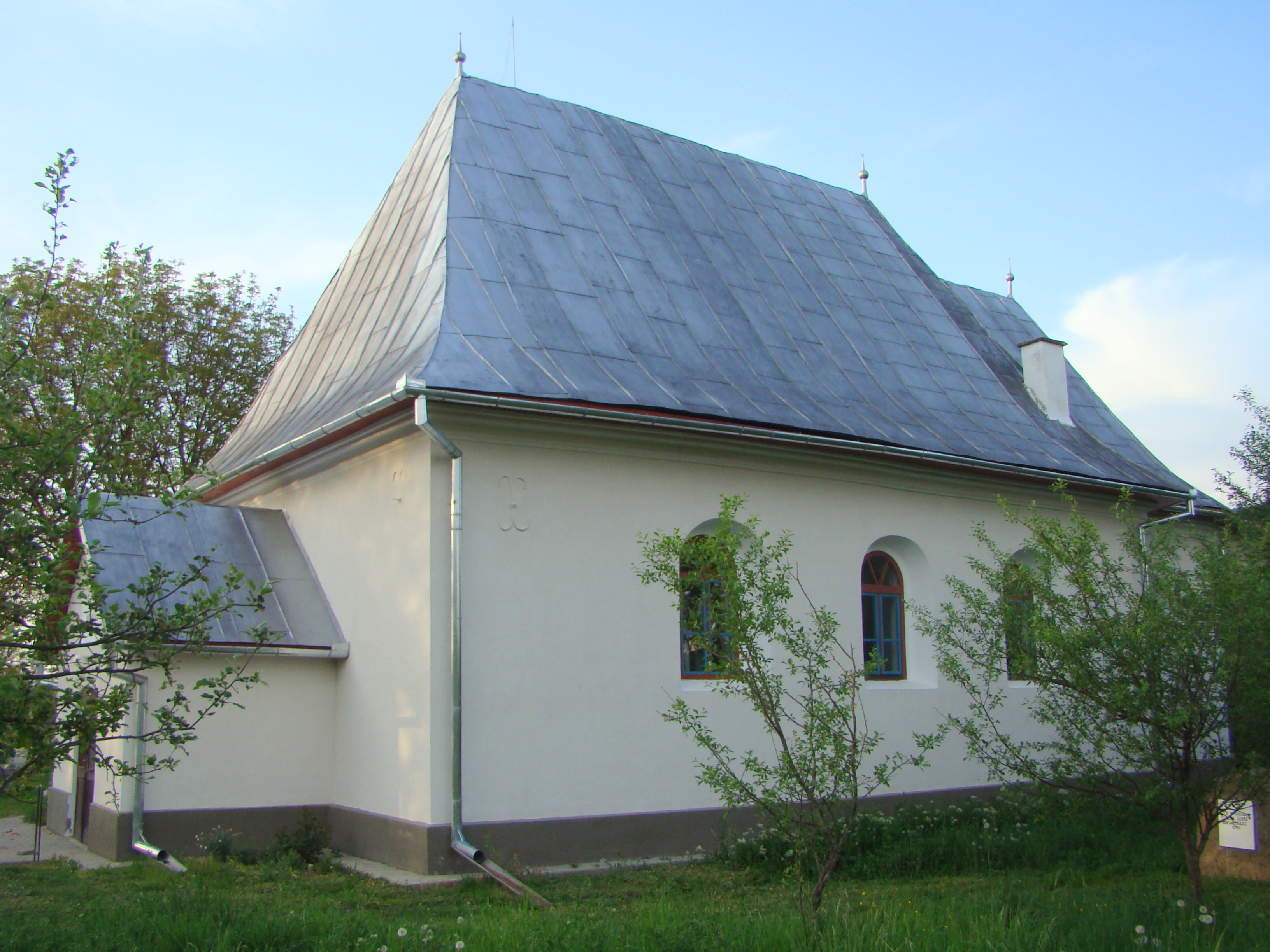
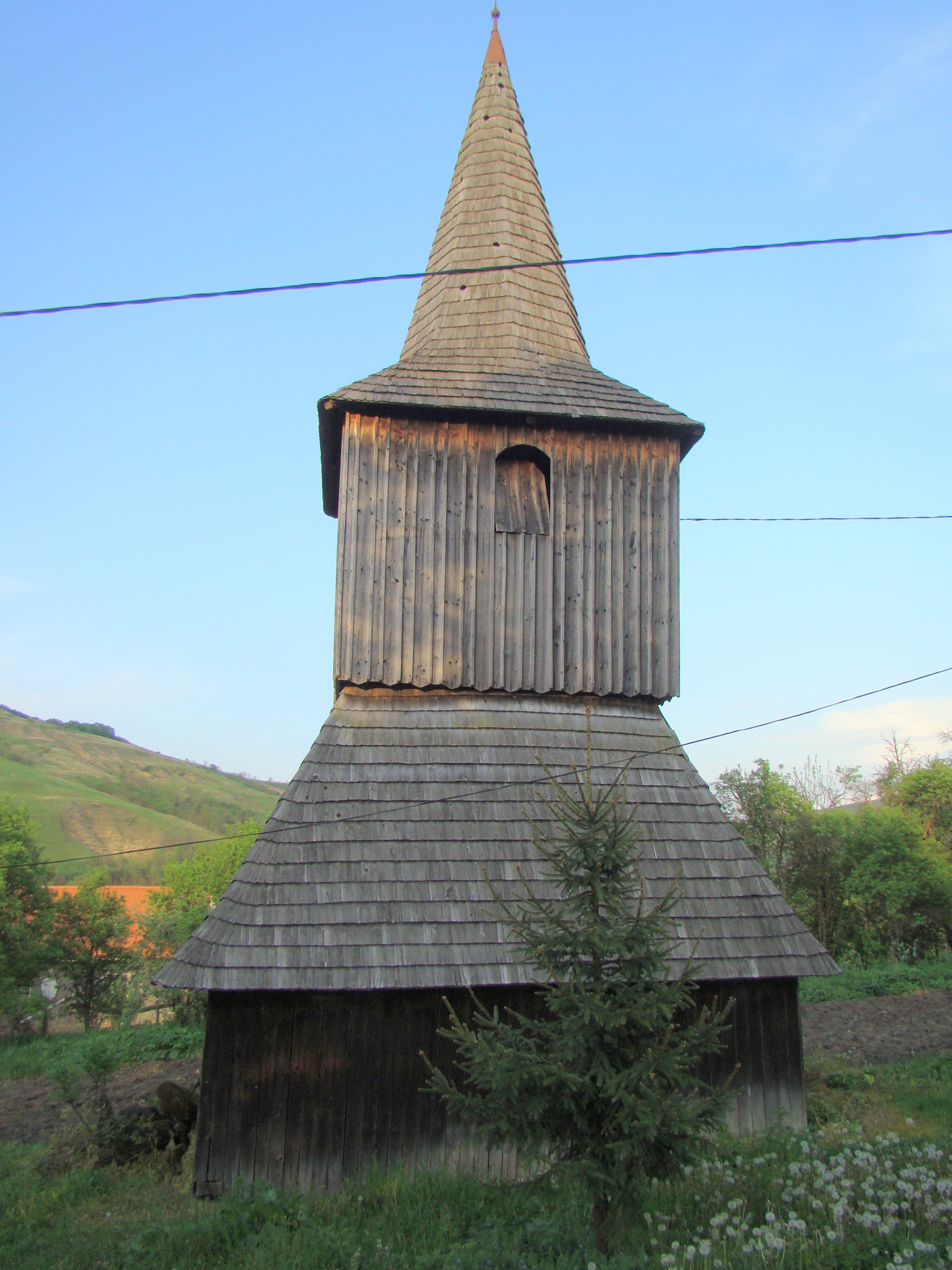
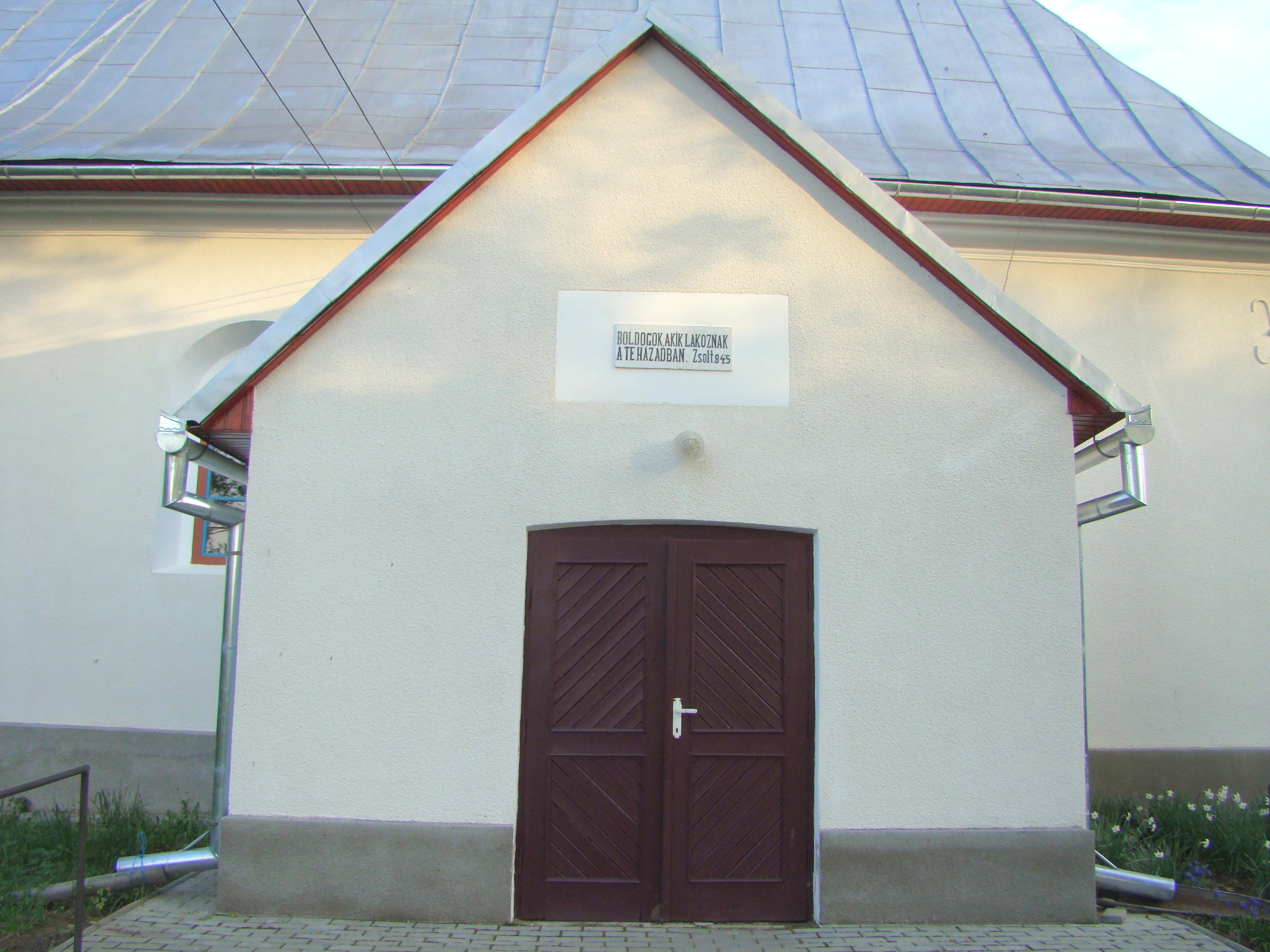
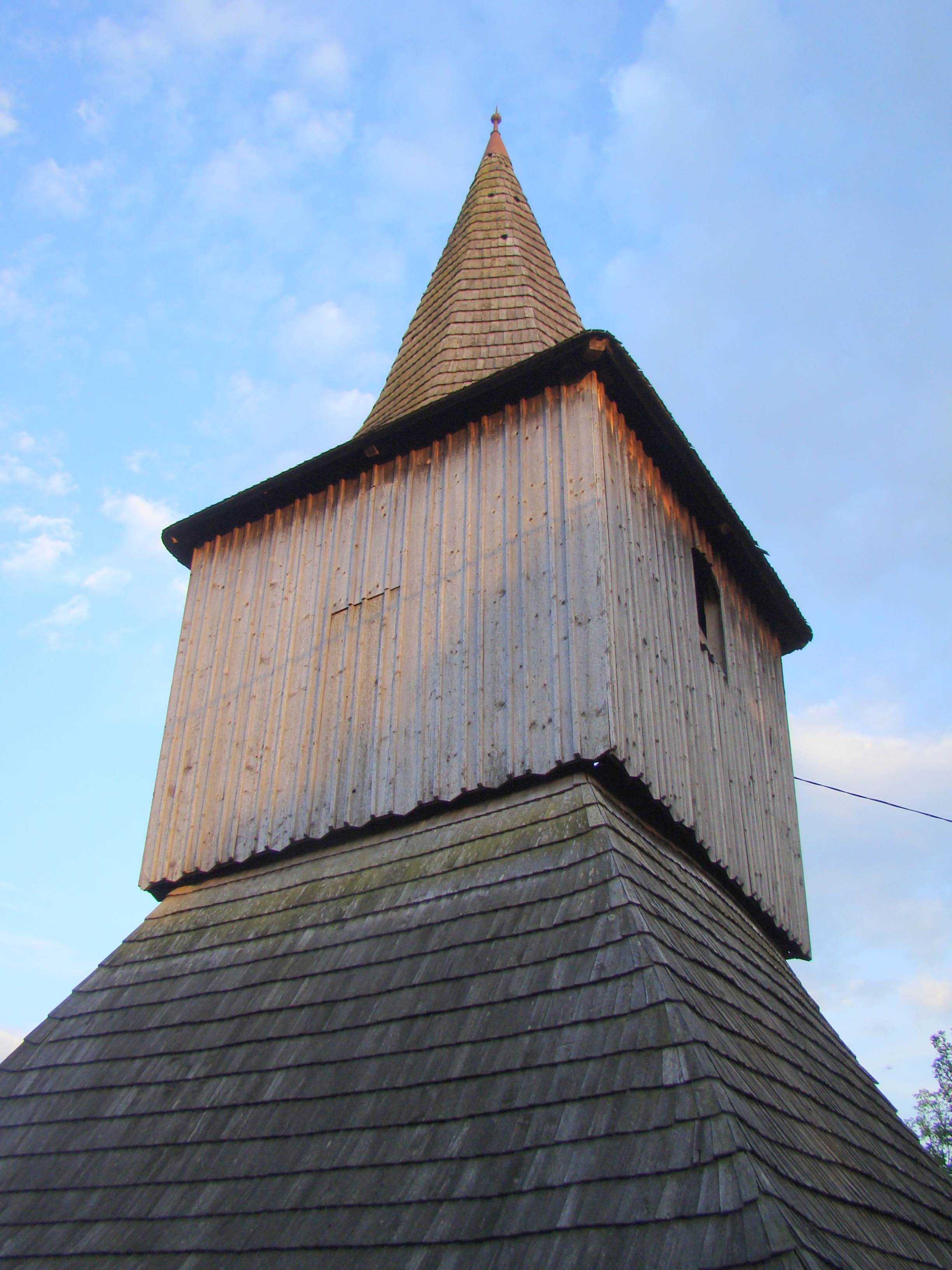
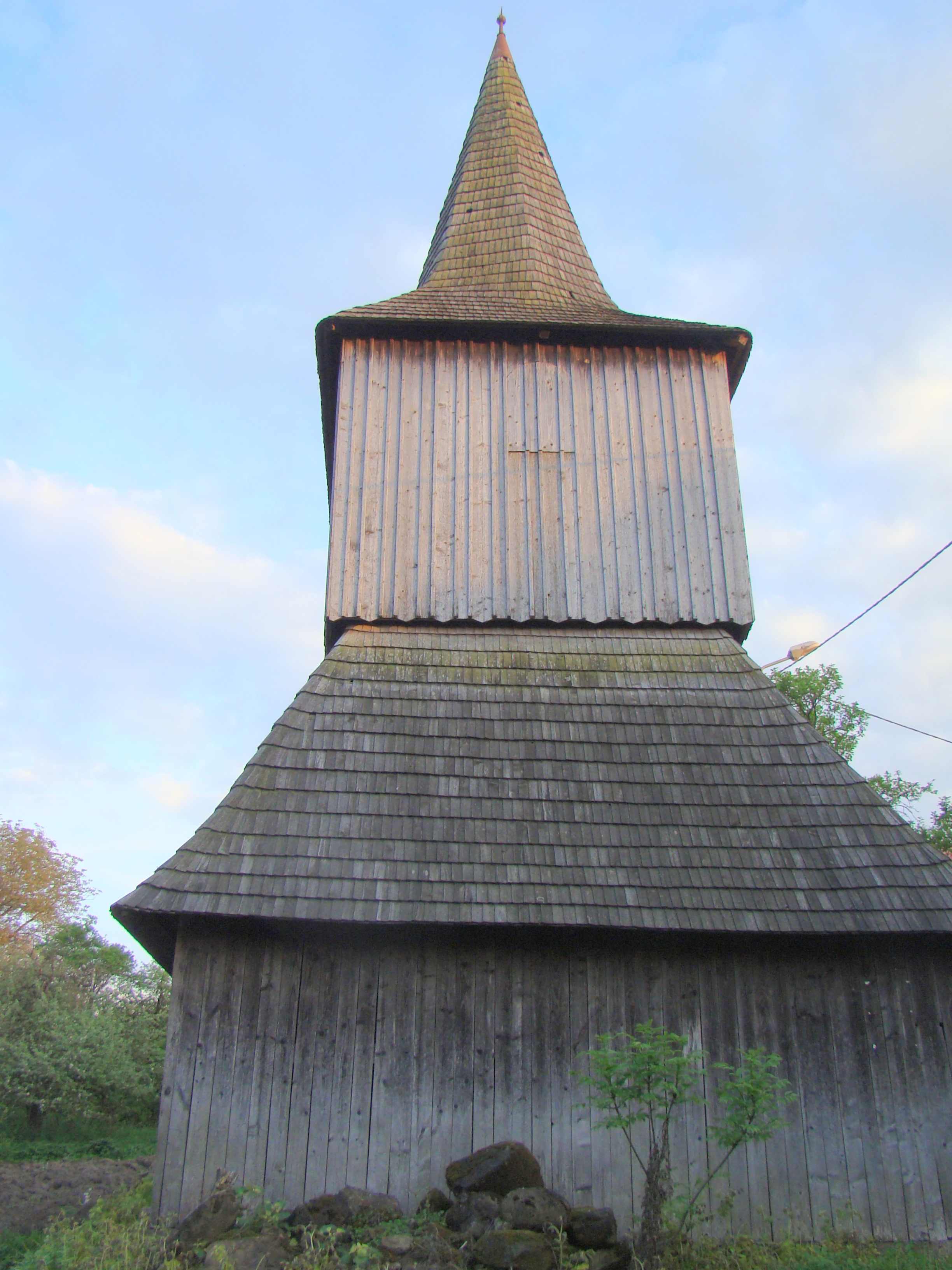
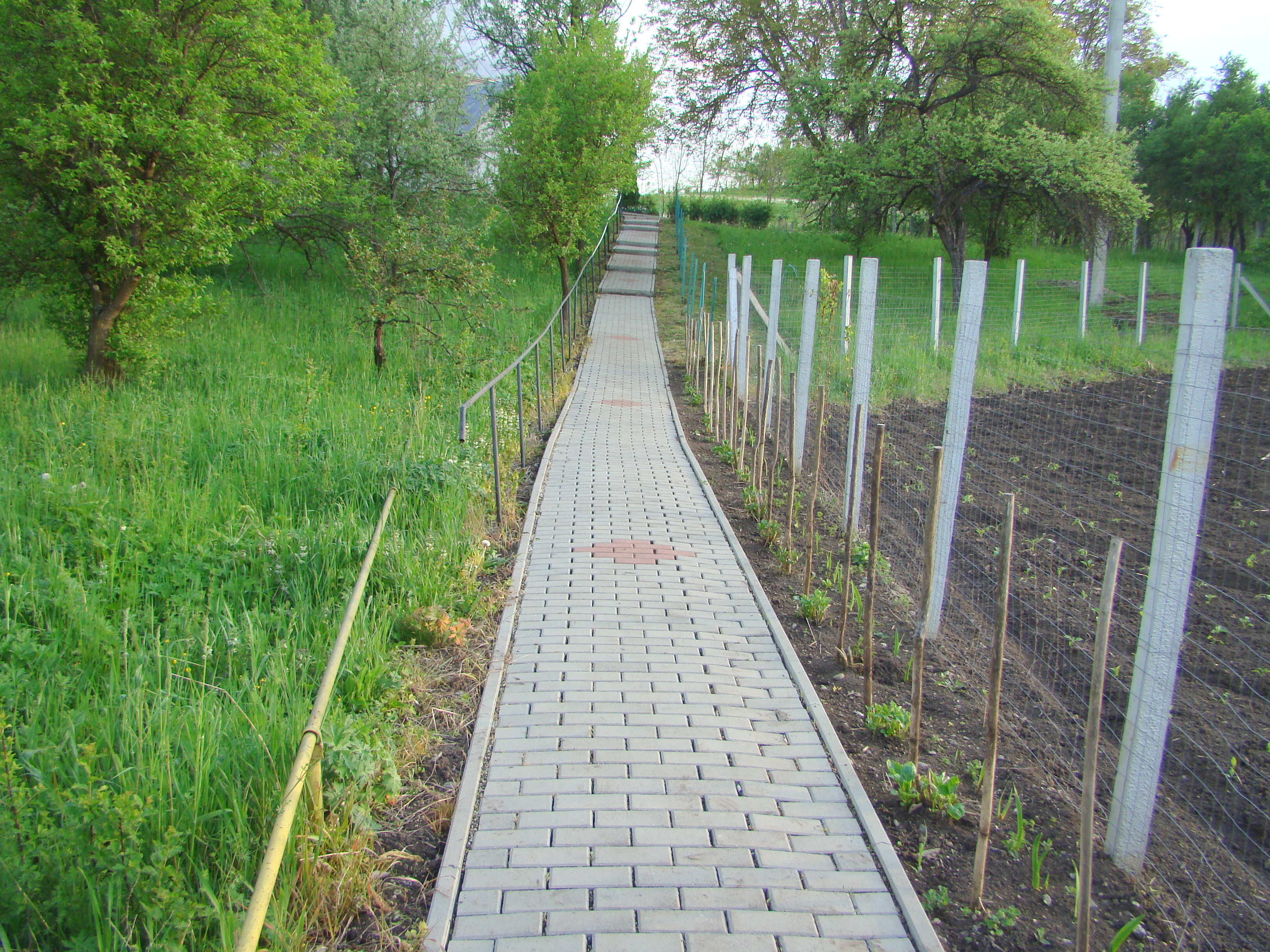
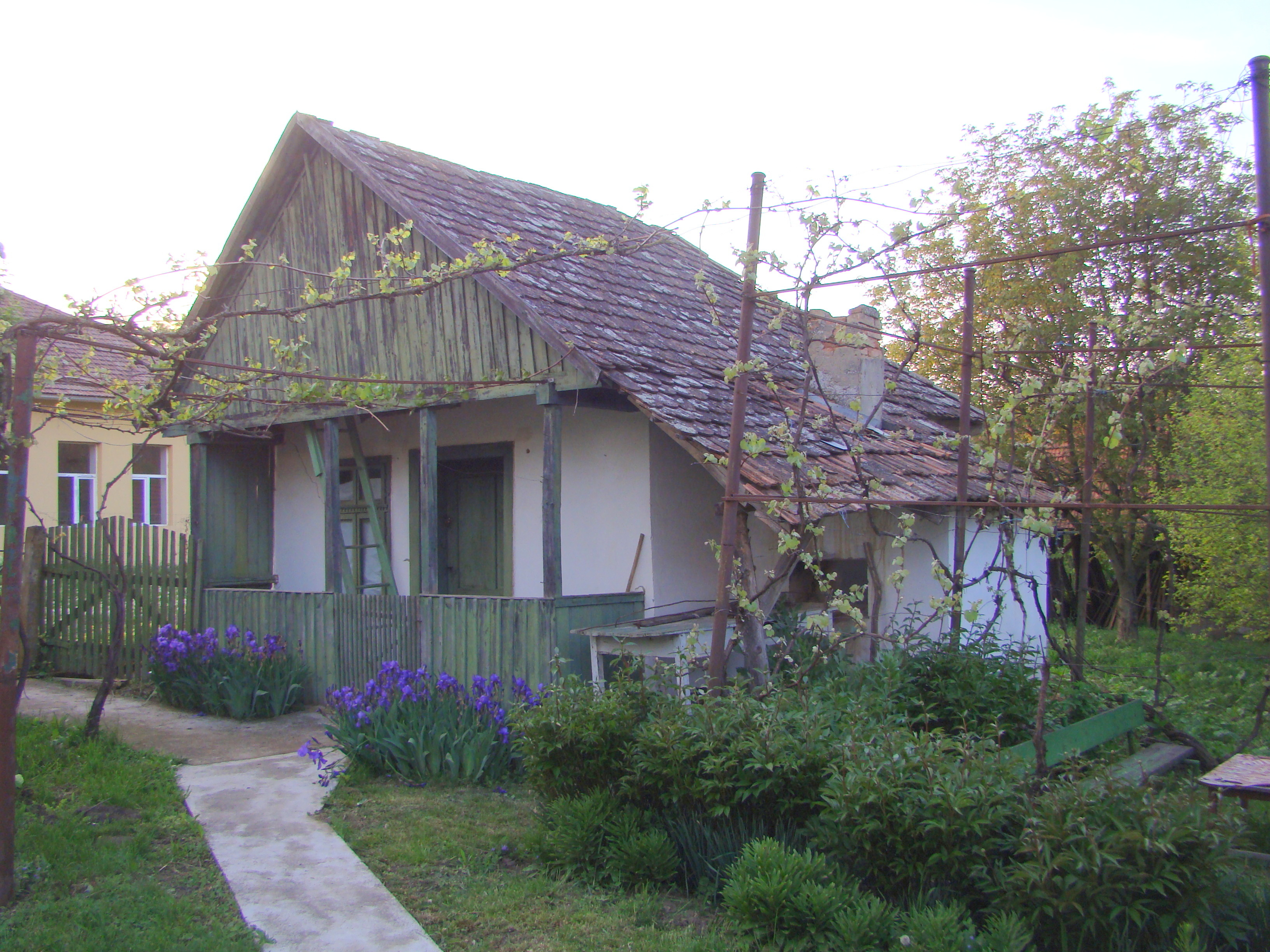
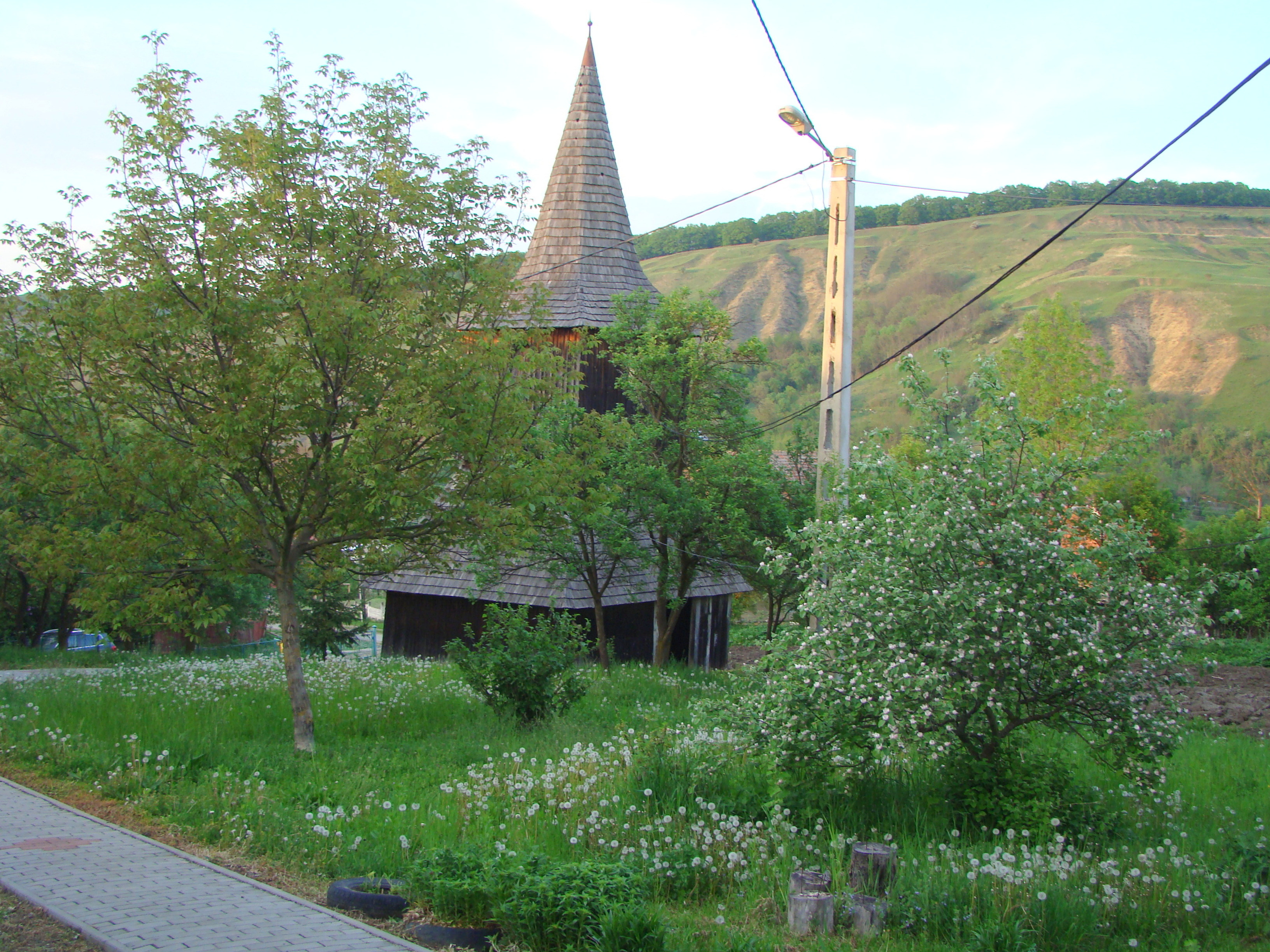
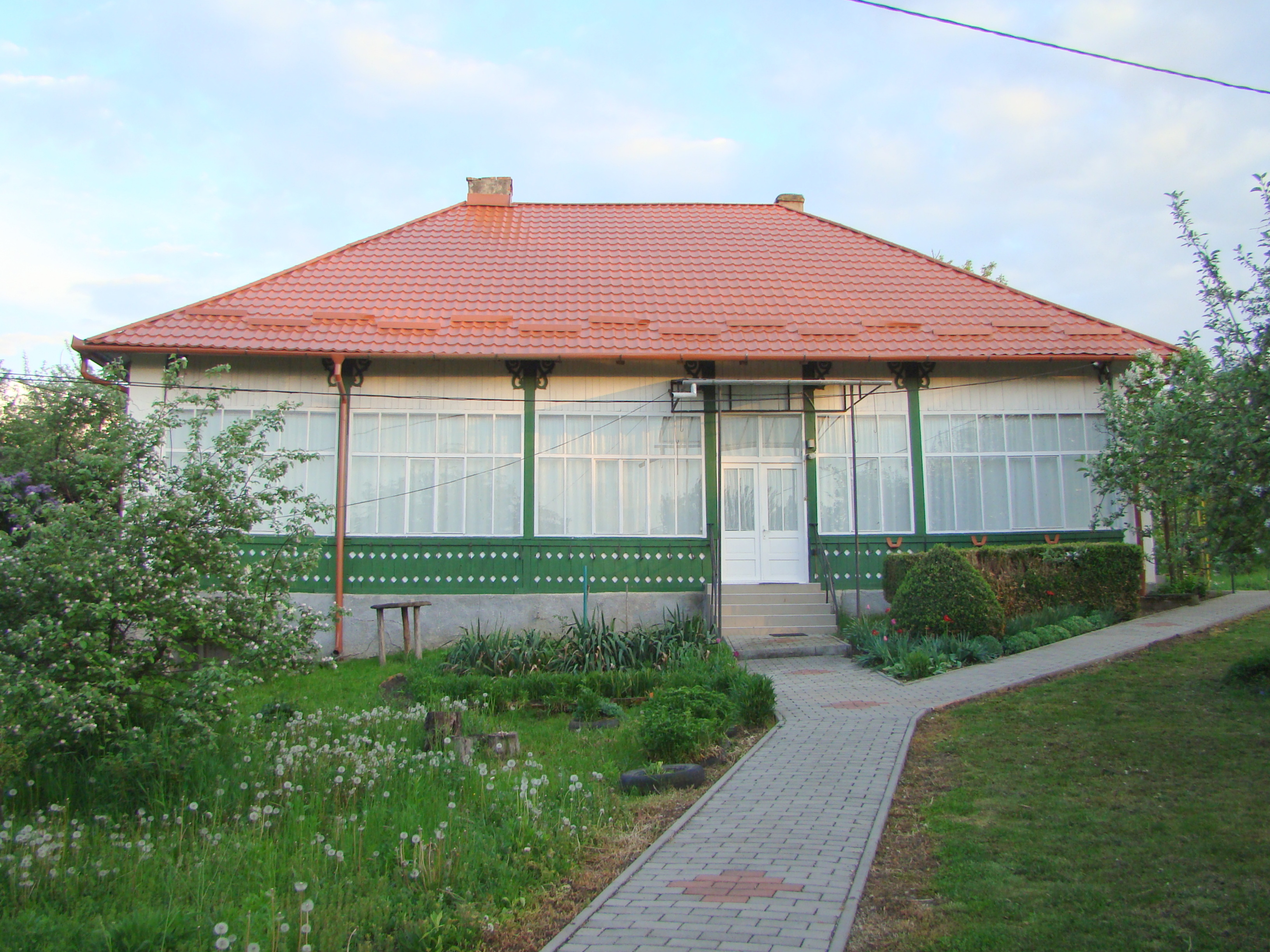
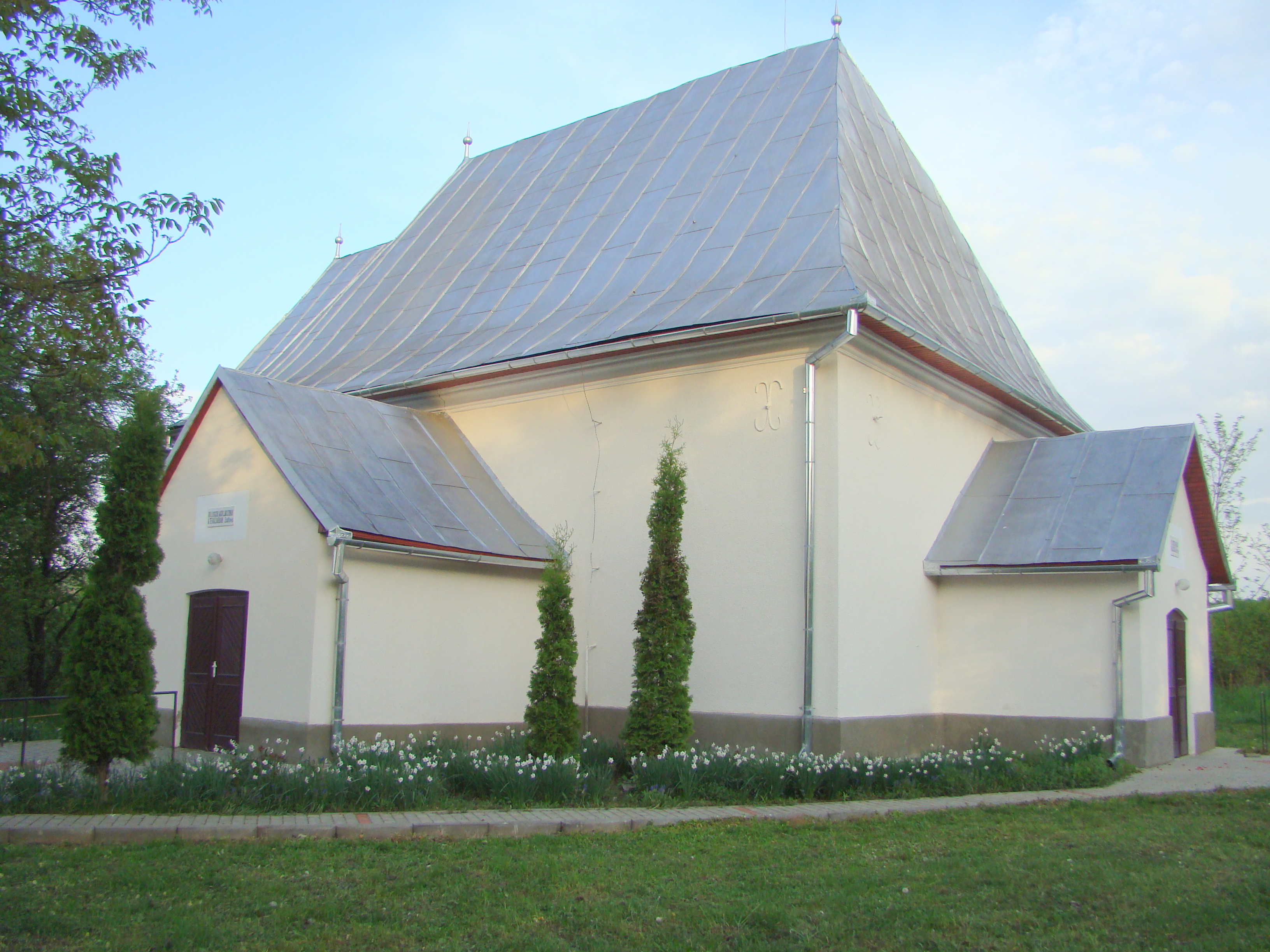
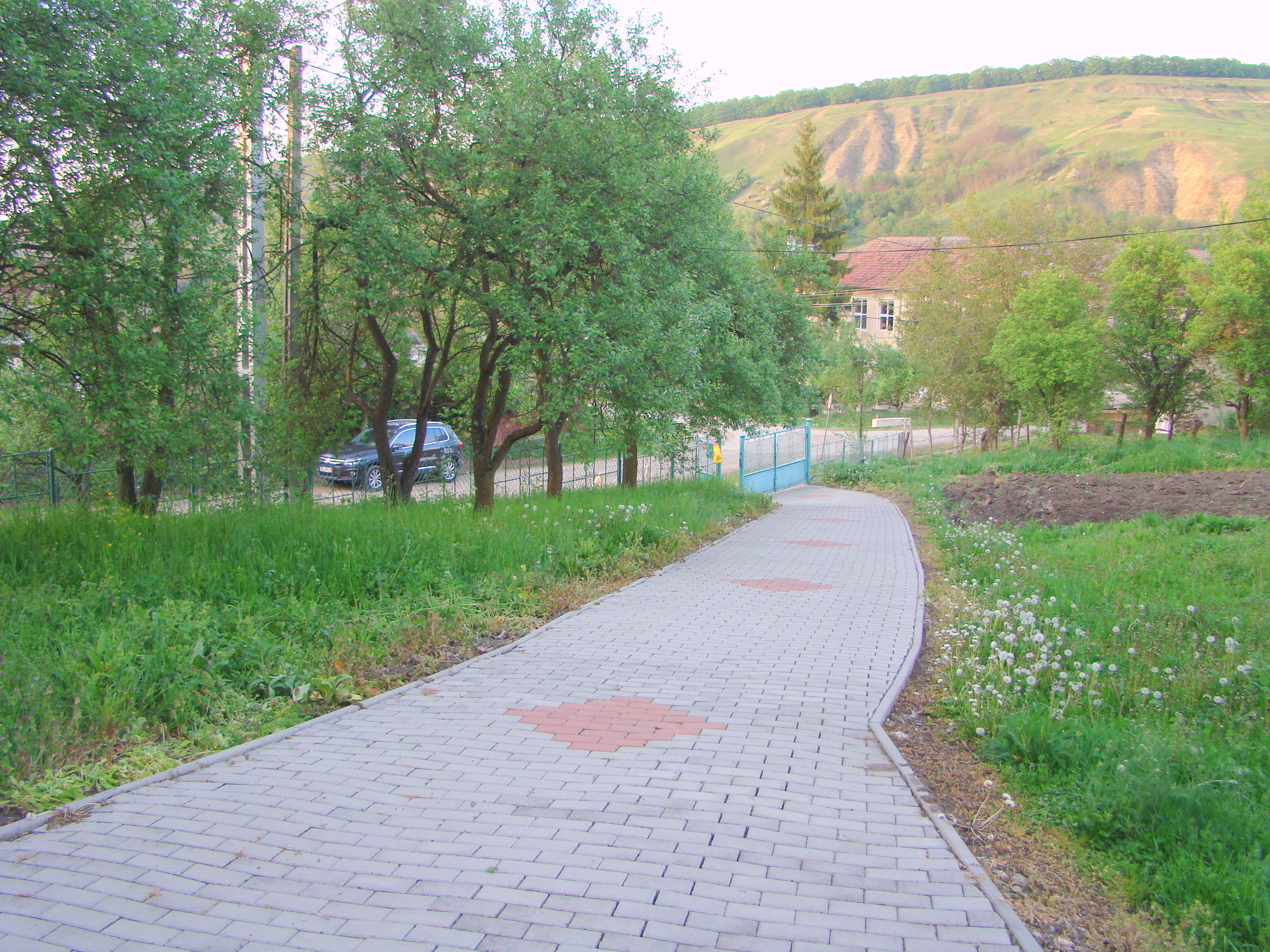

## Imagini din interior

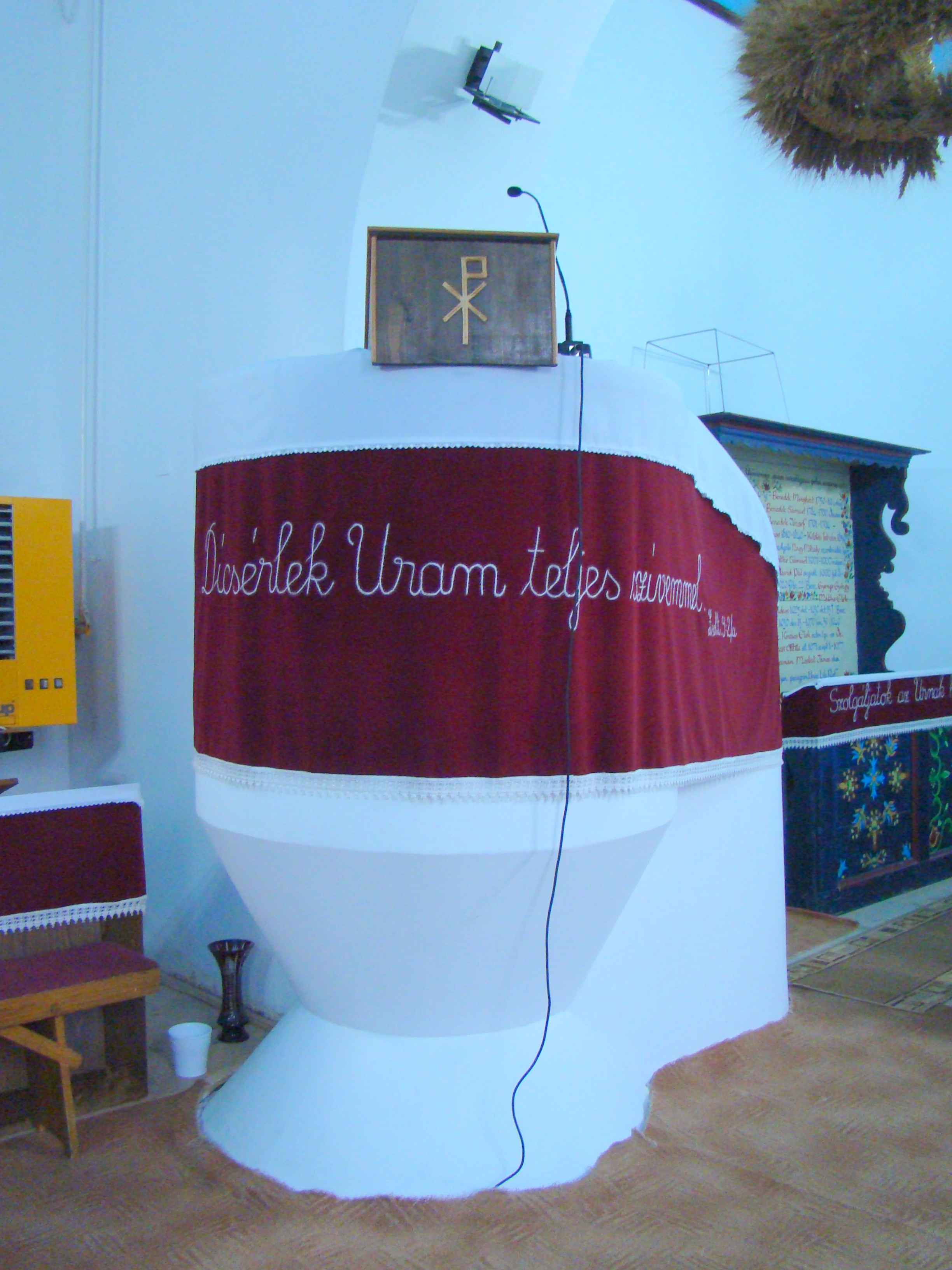
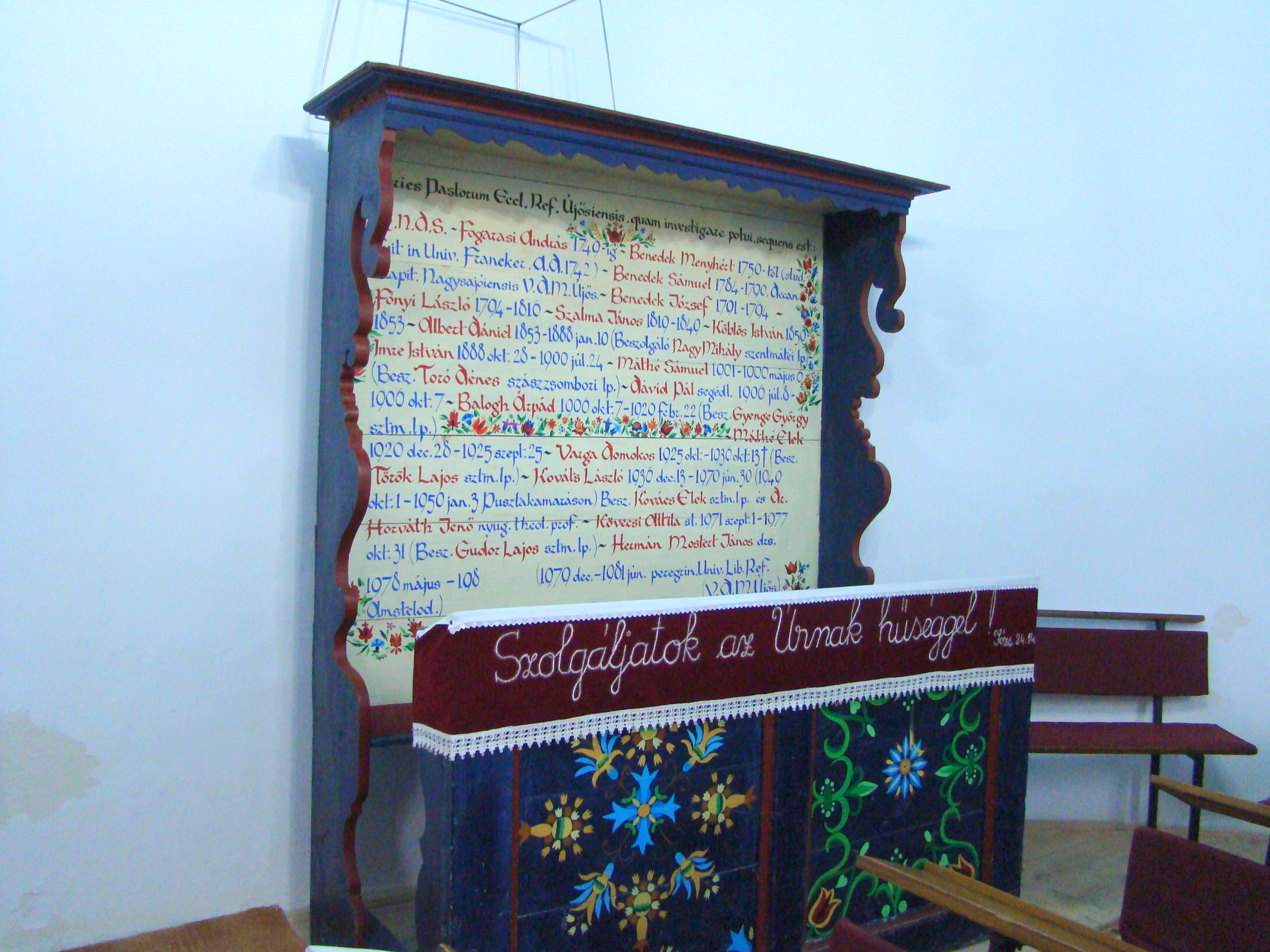
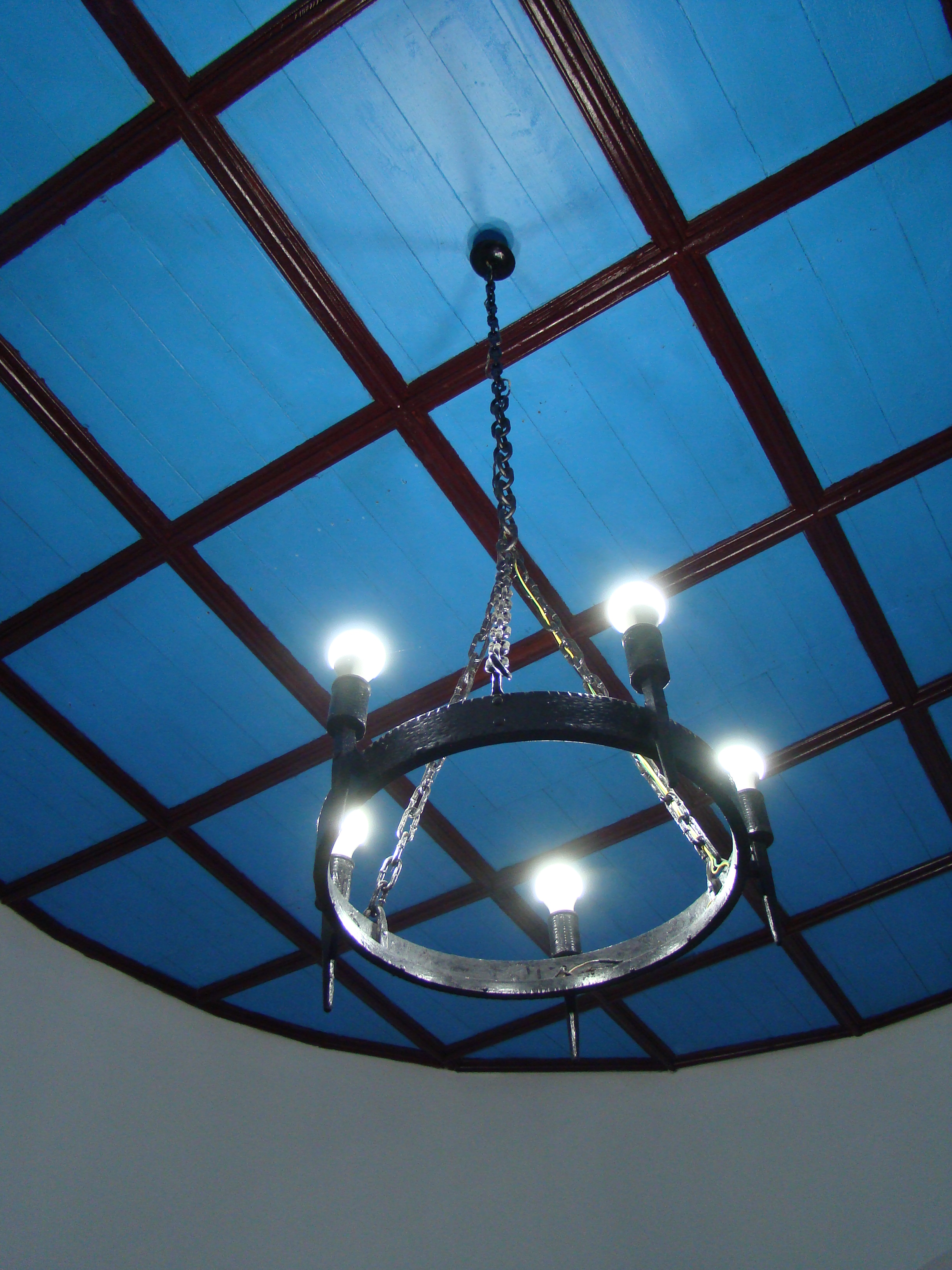
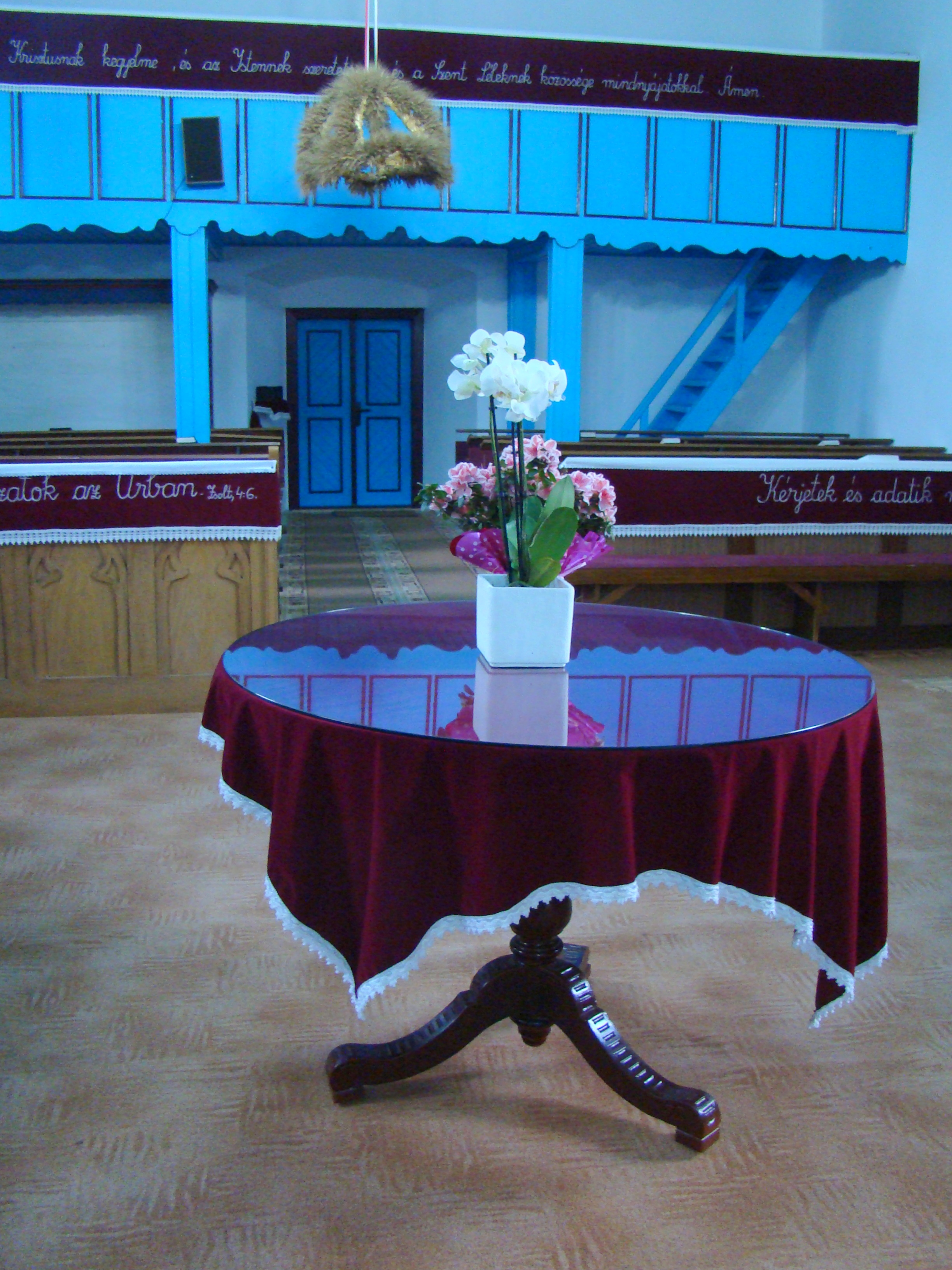
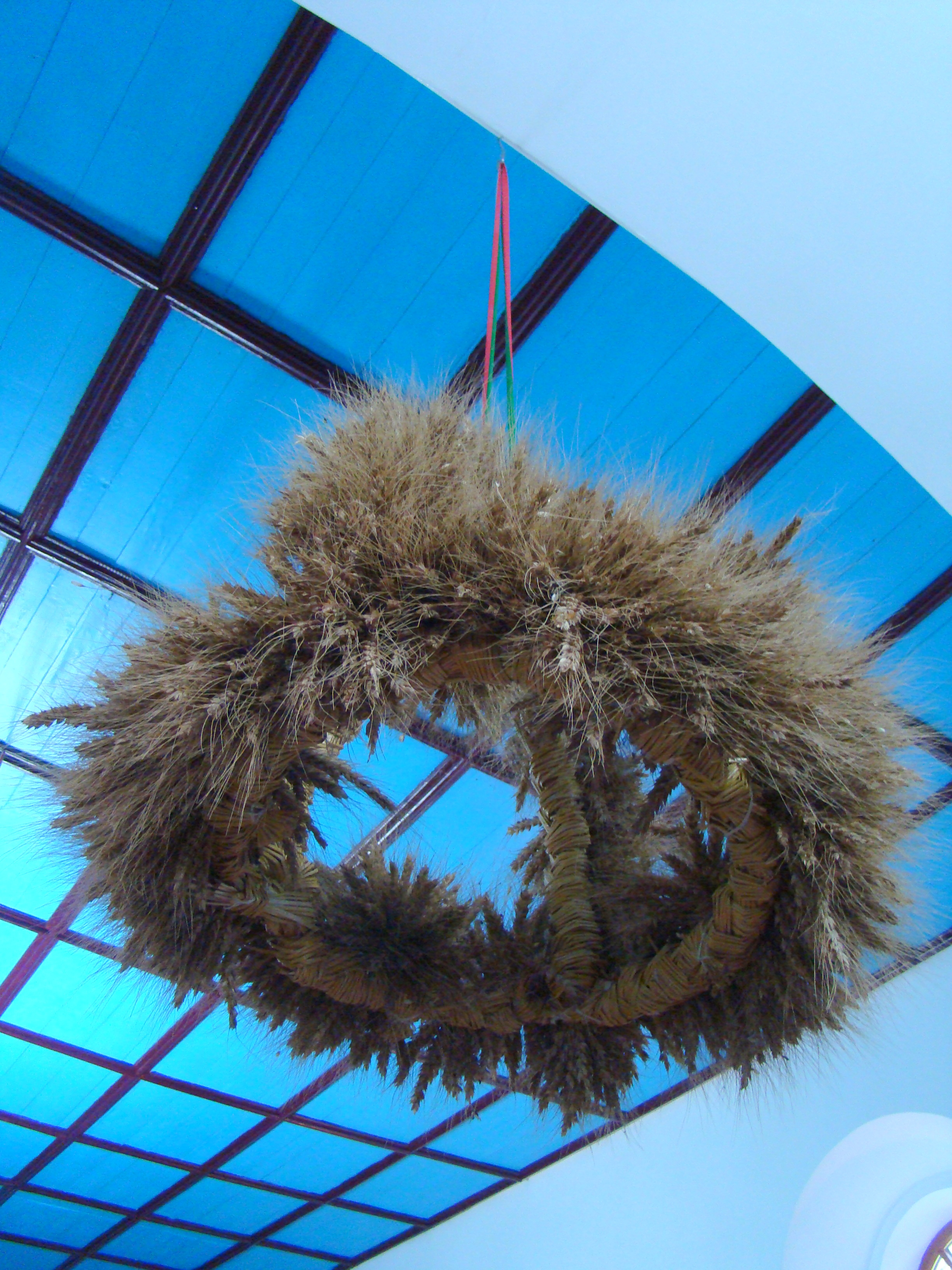
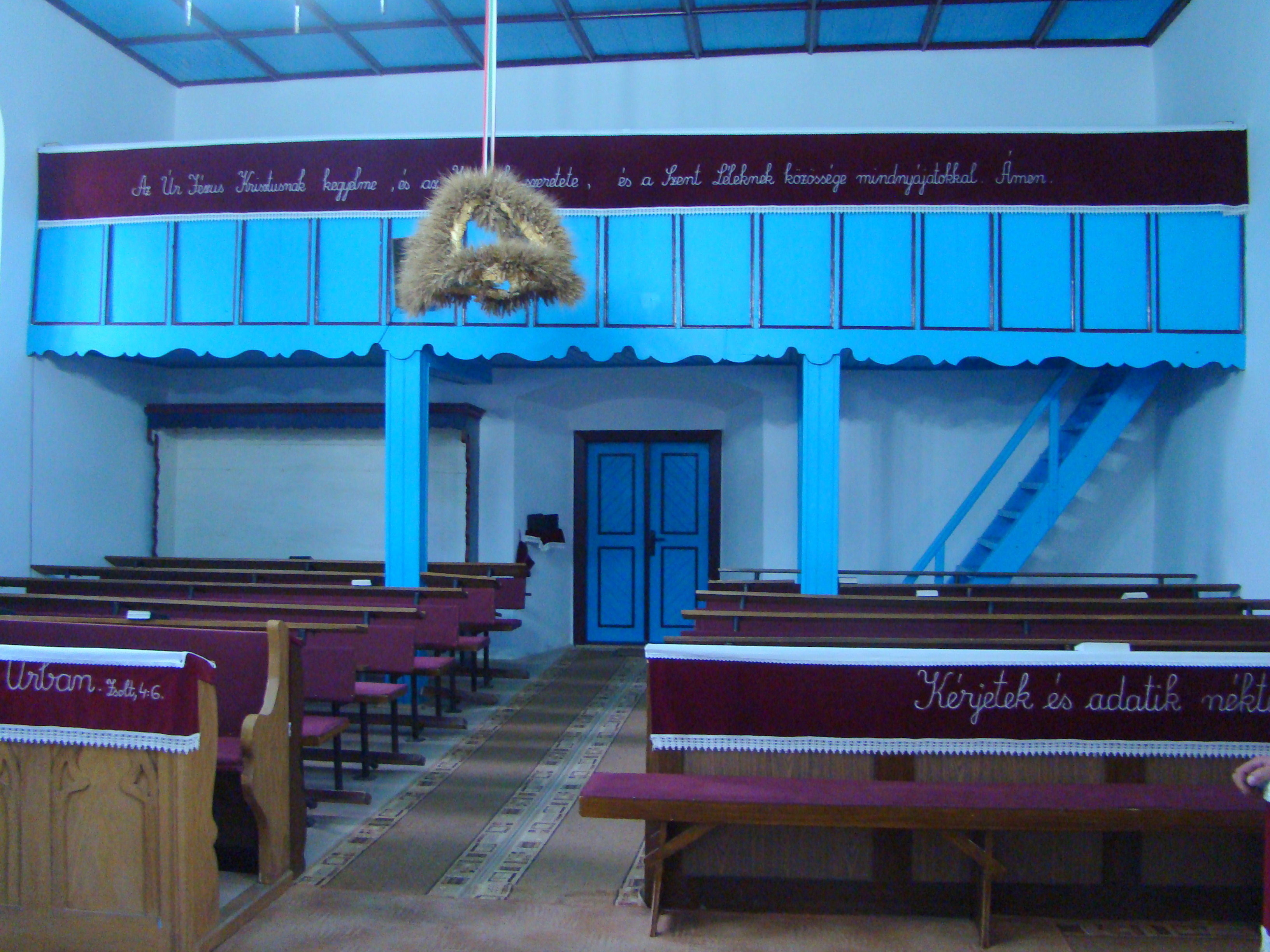
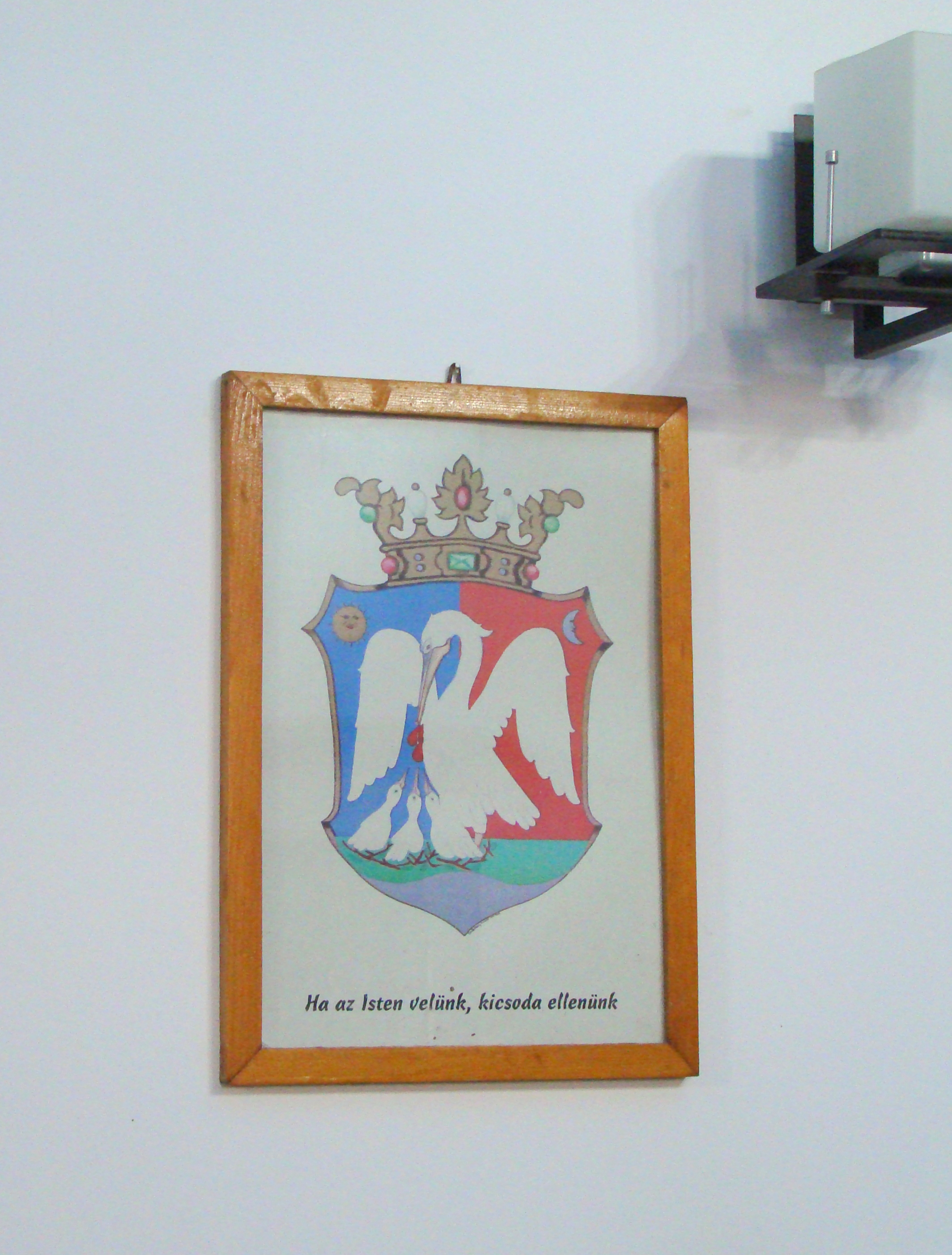
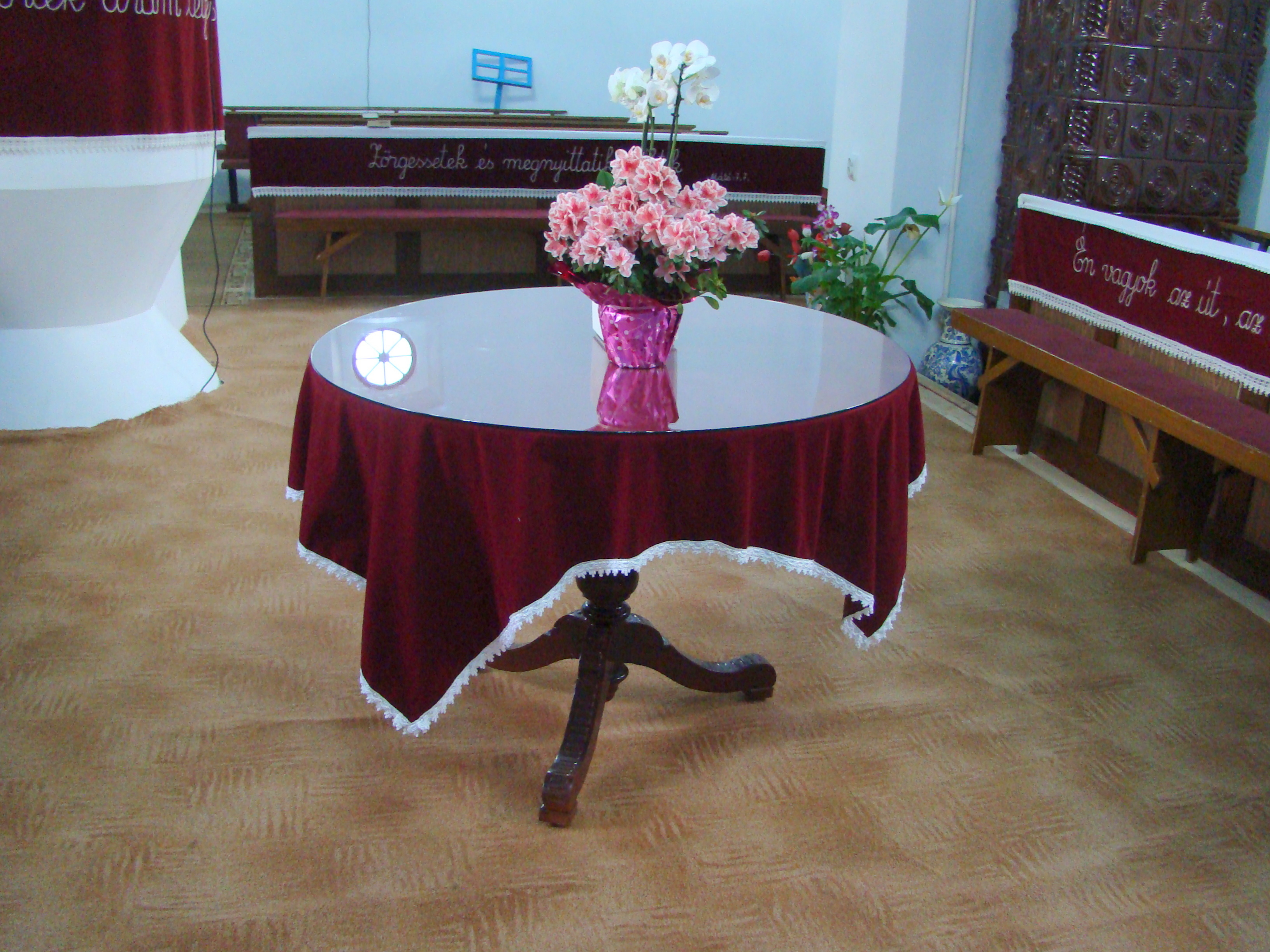
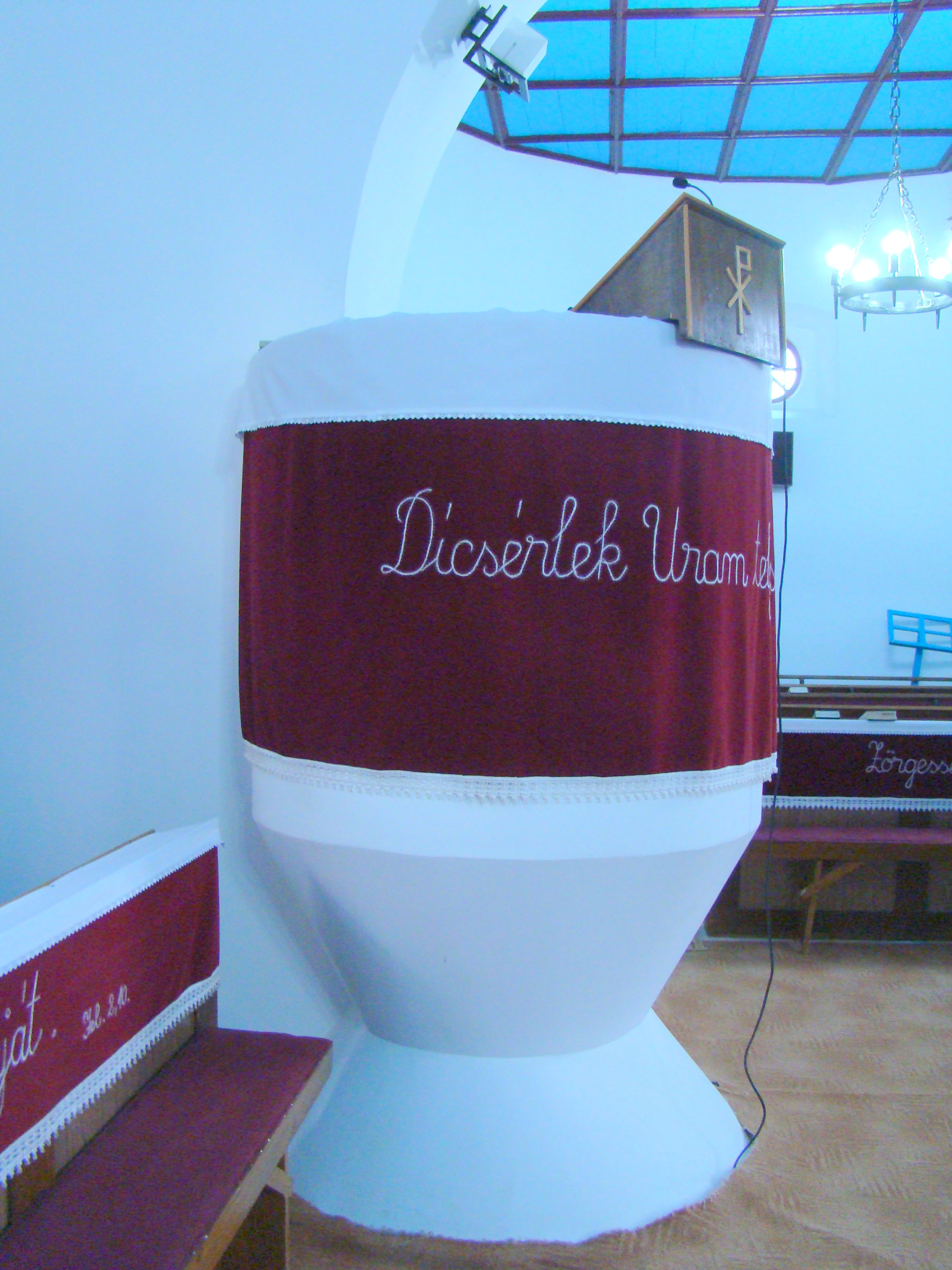
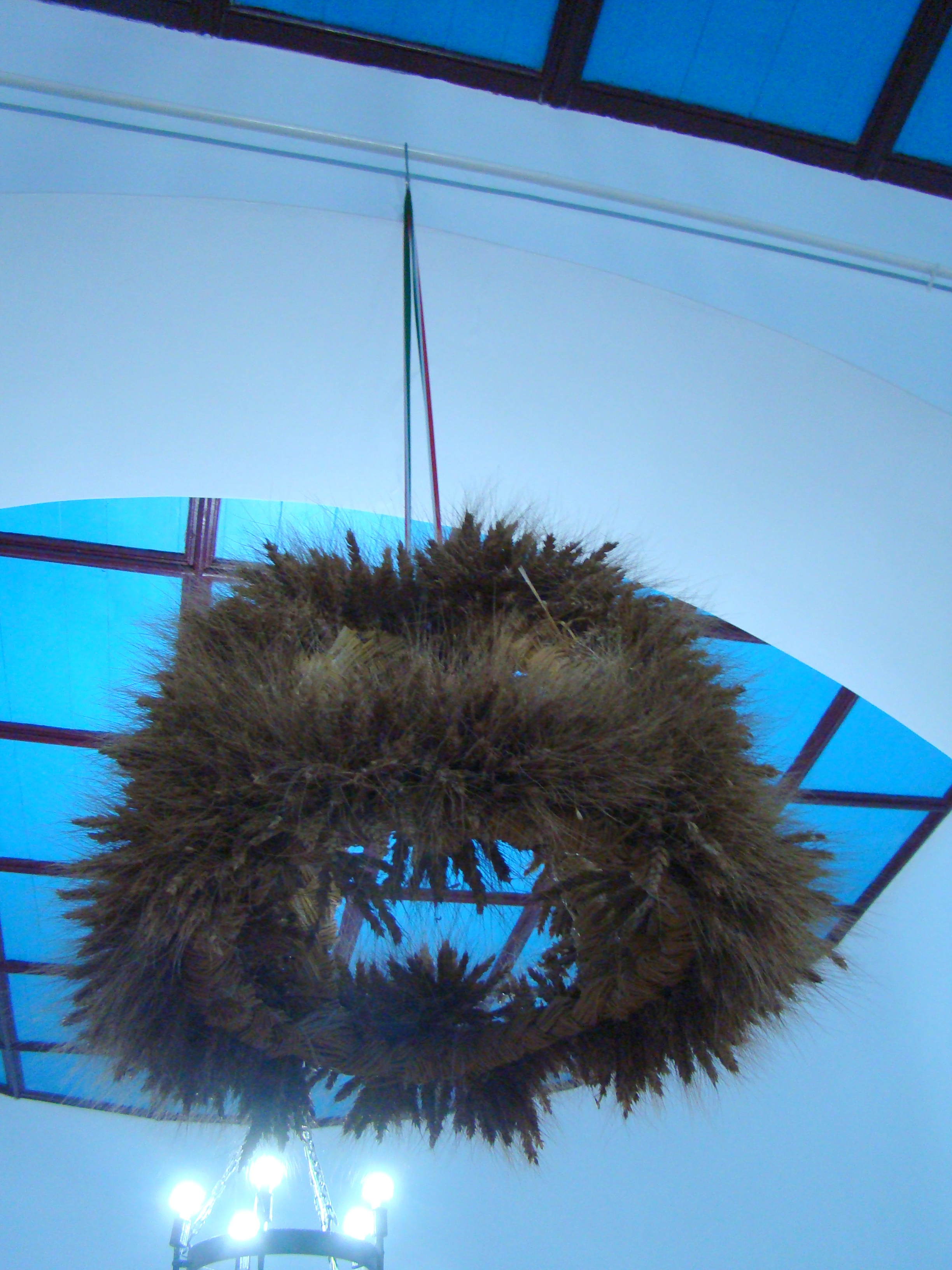
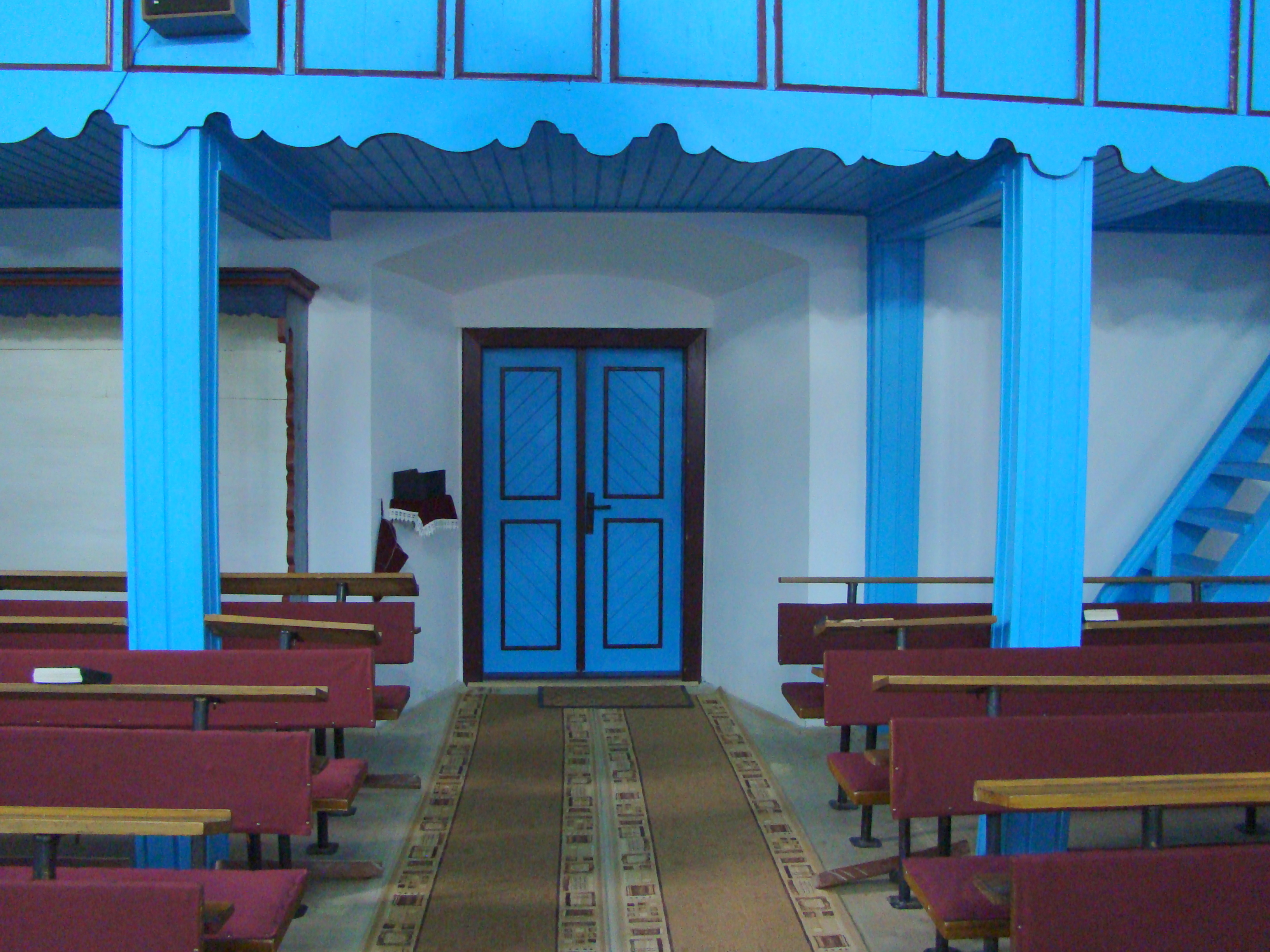
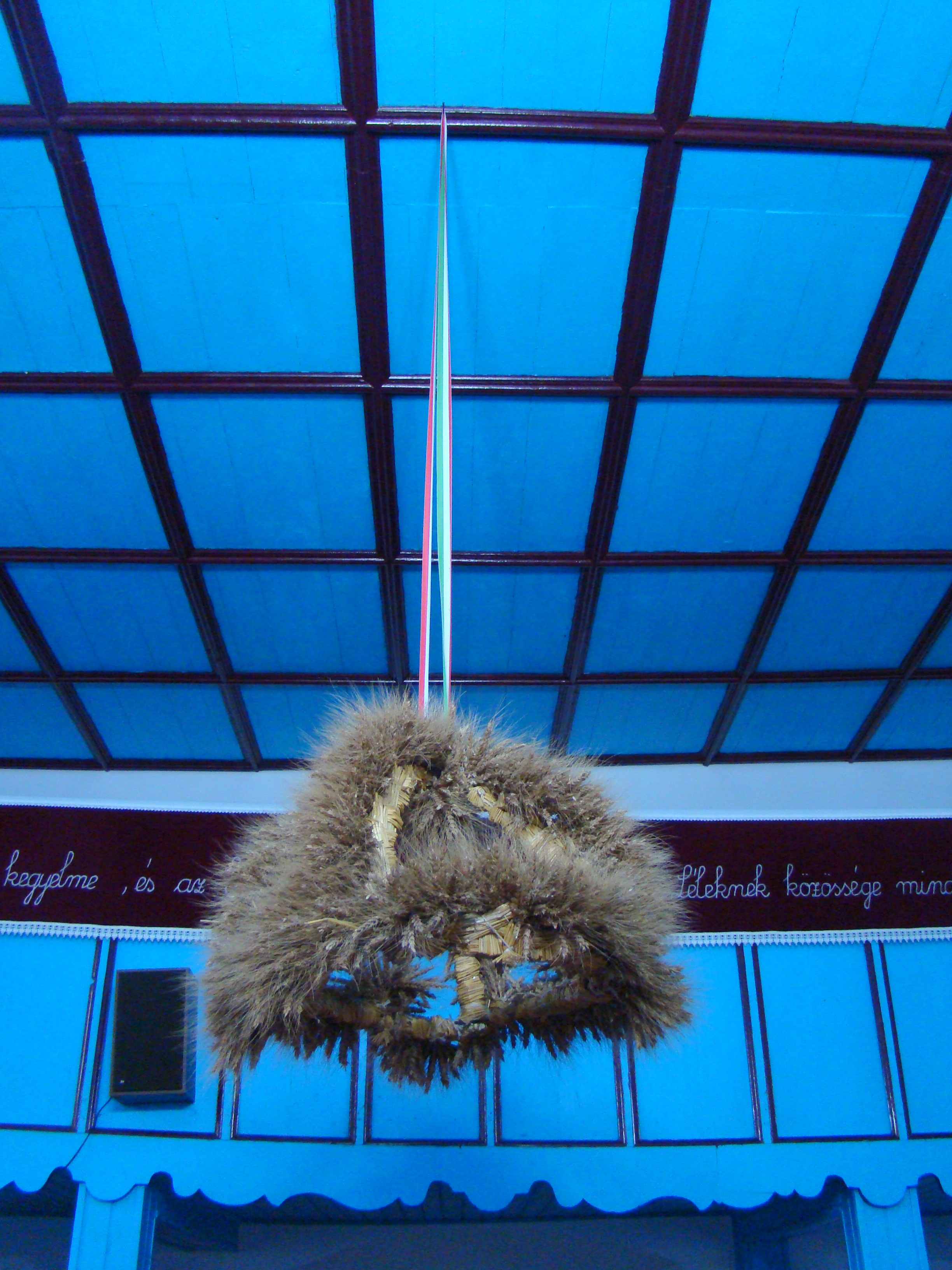
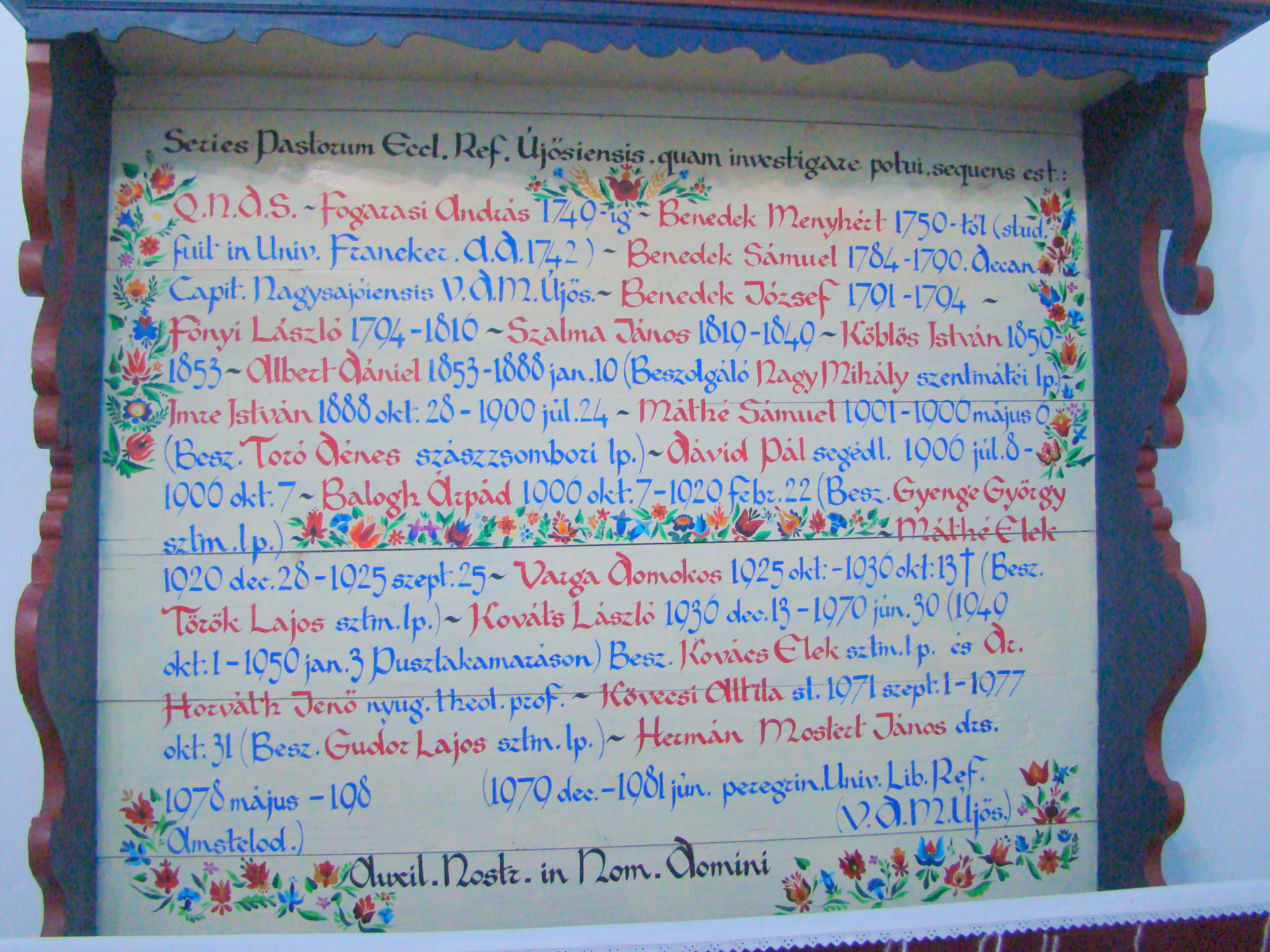
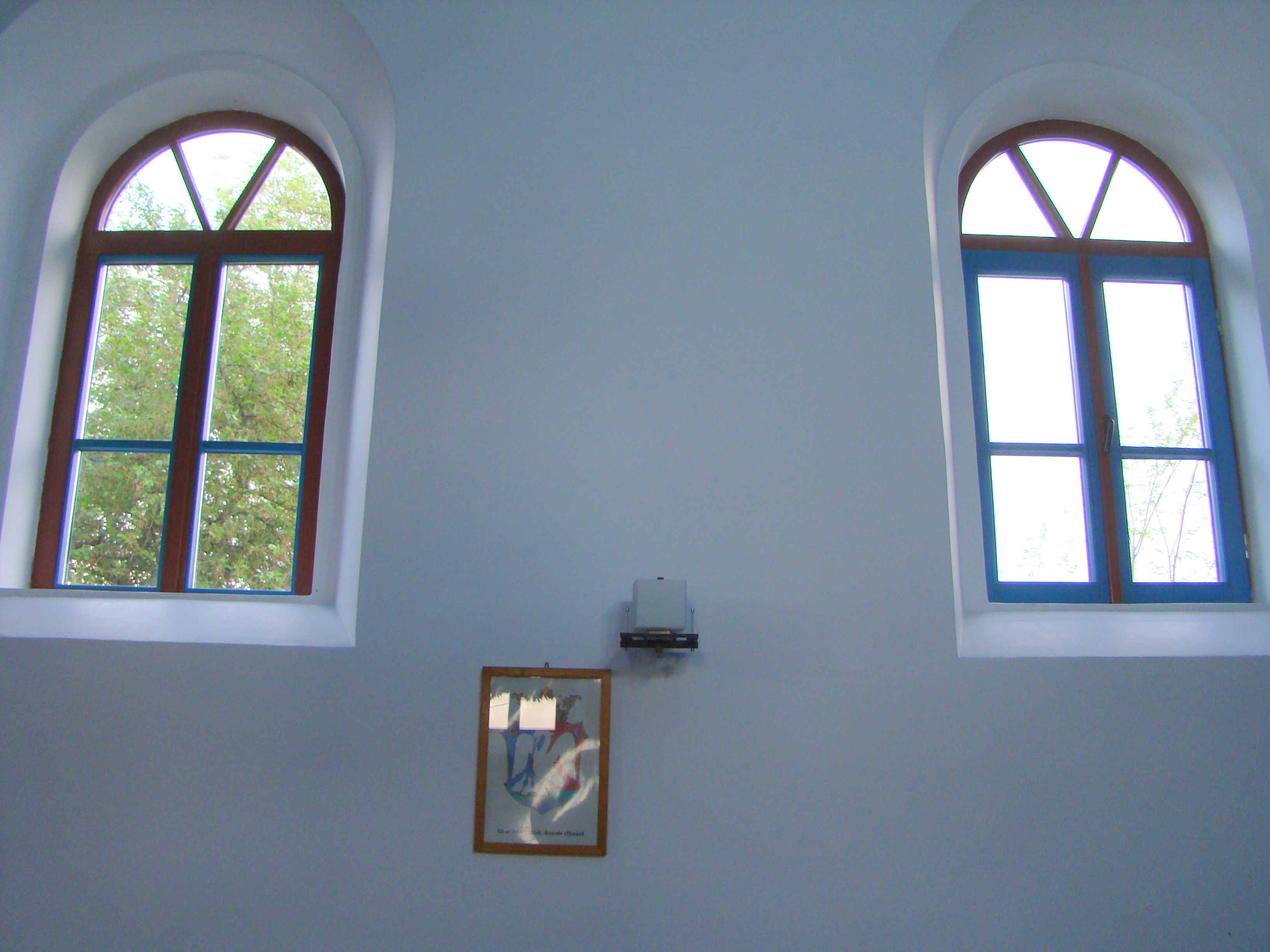
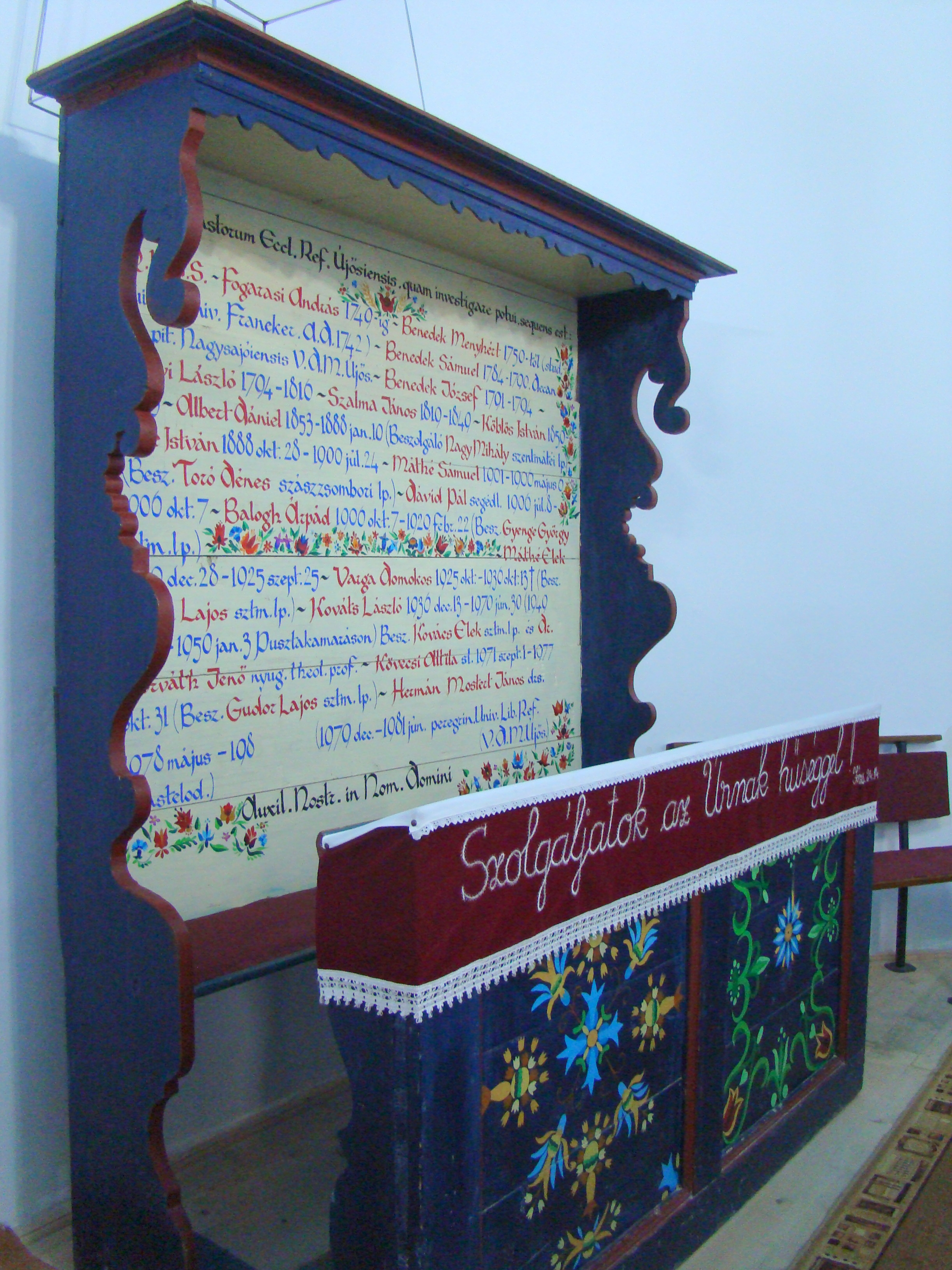
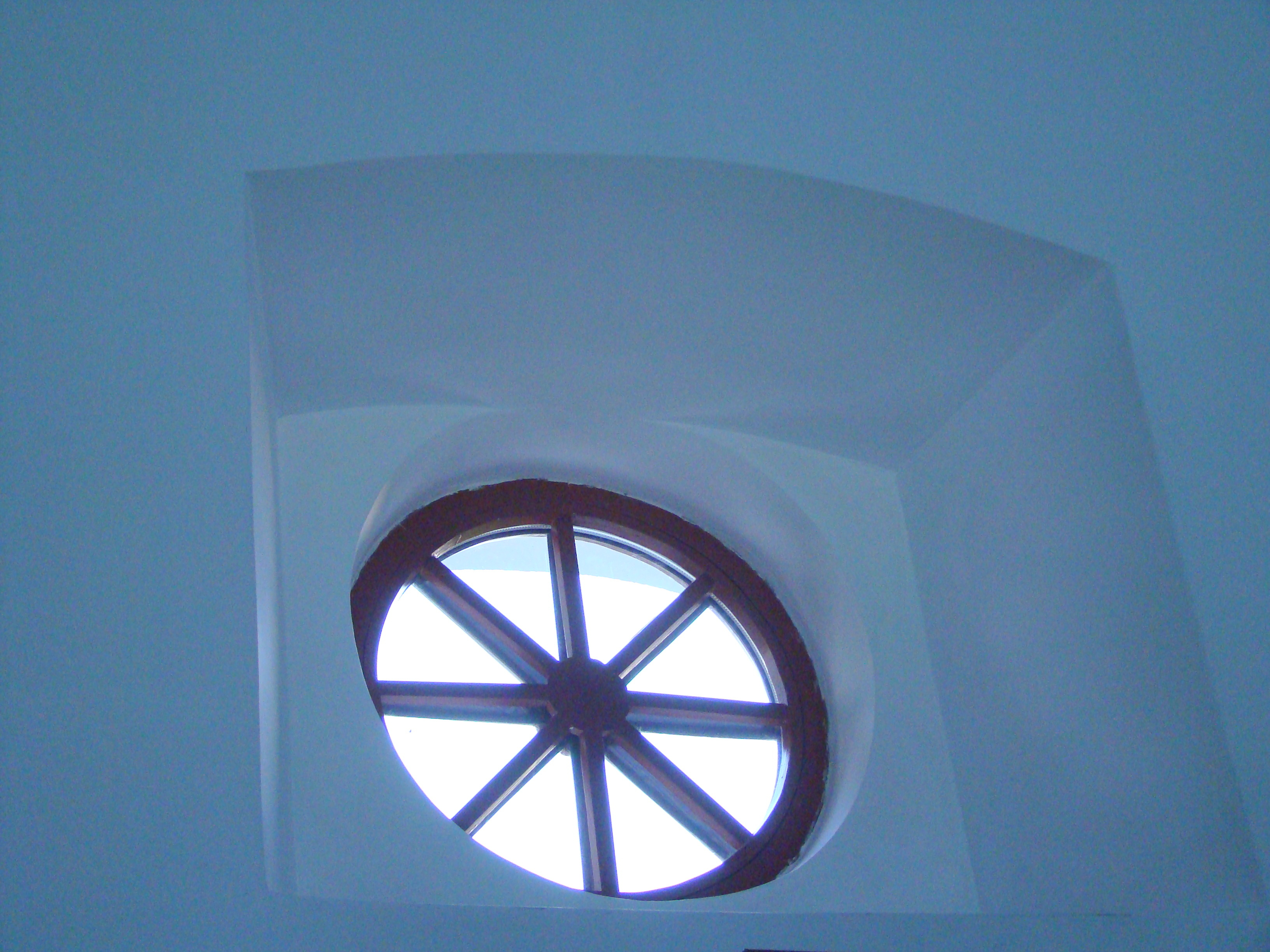
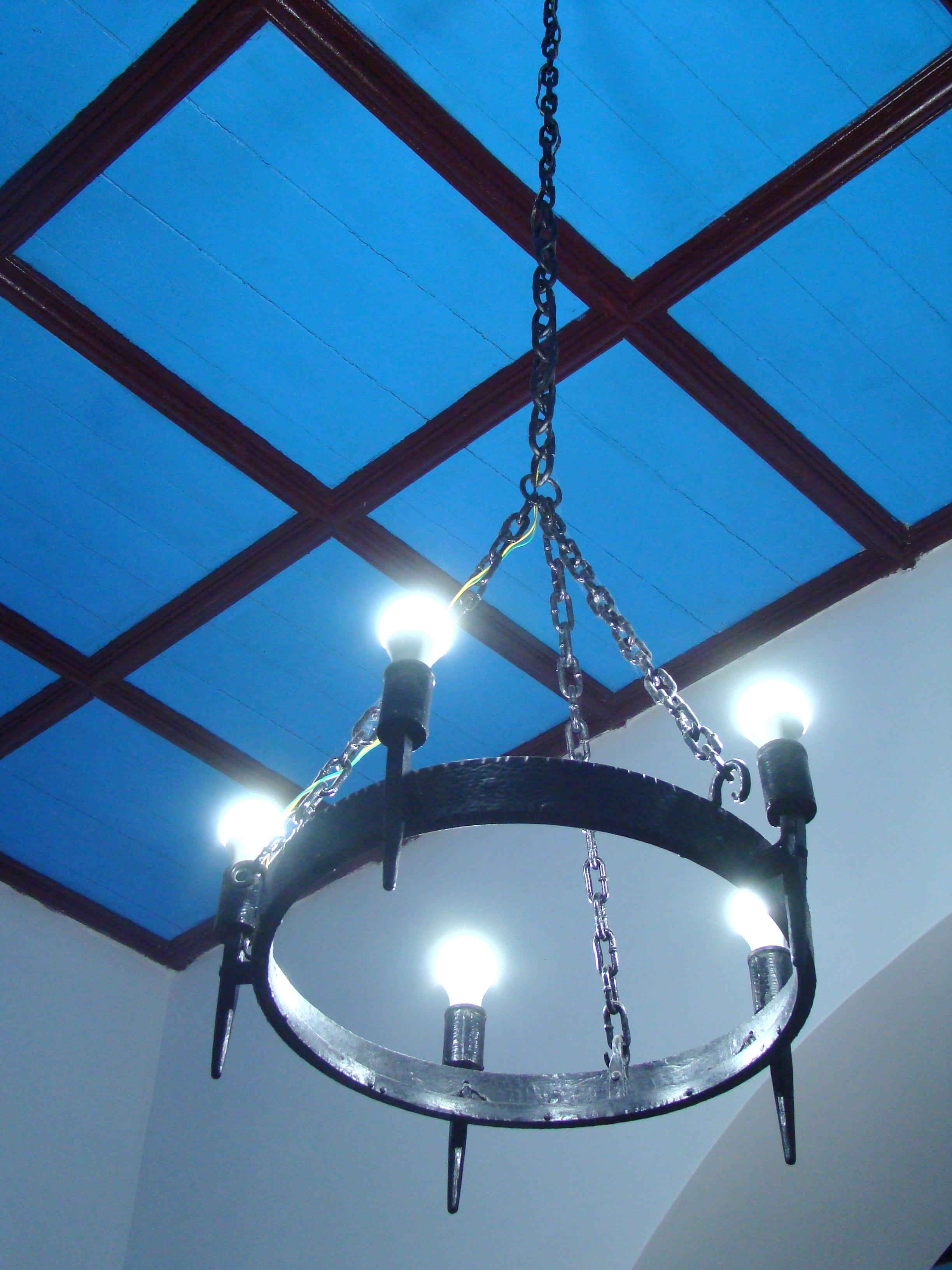
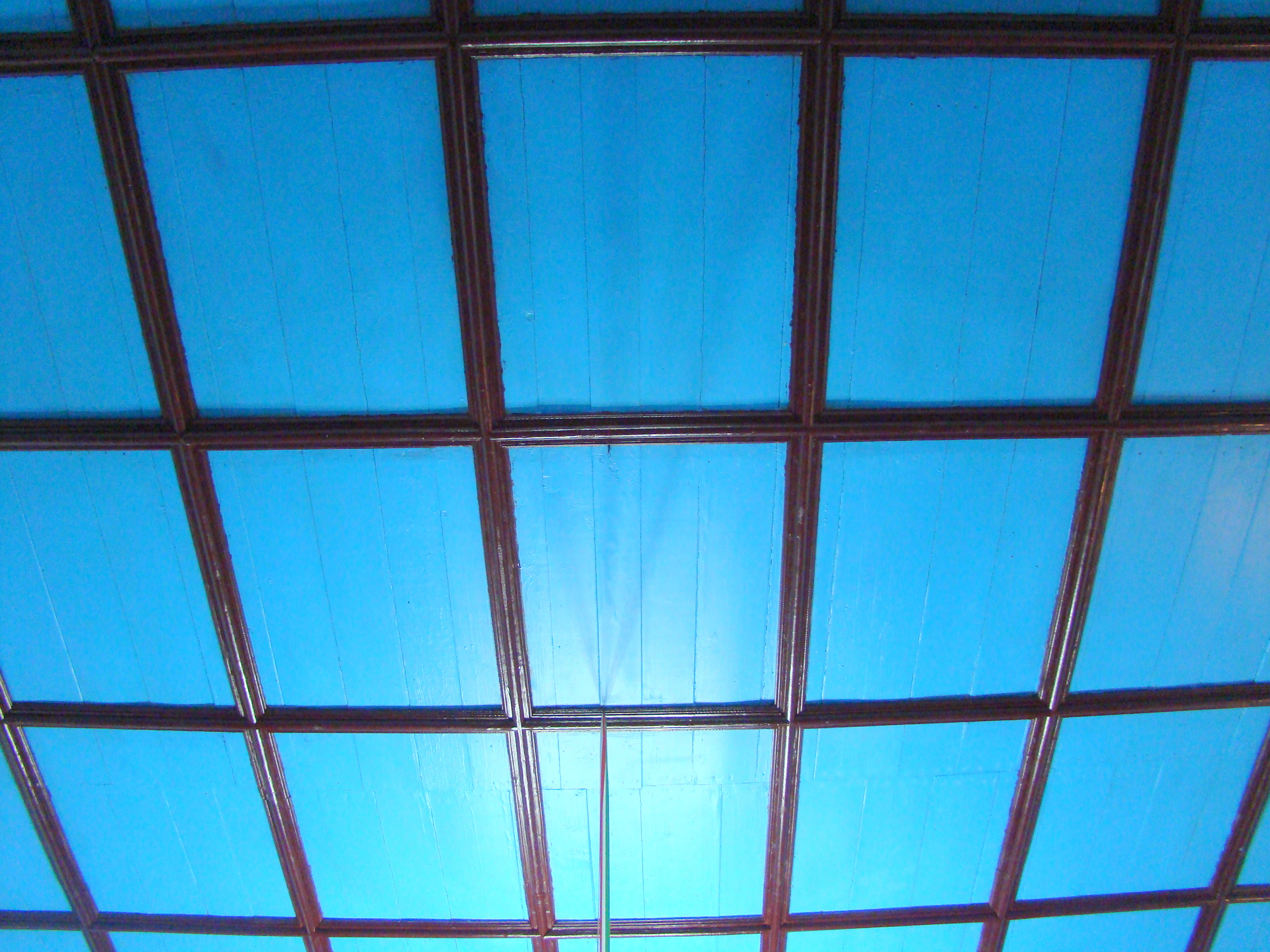
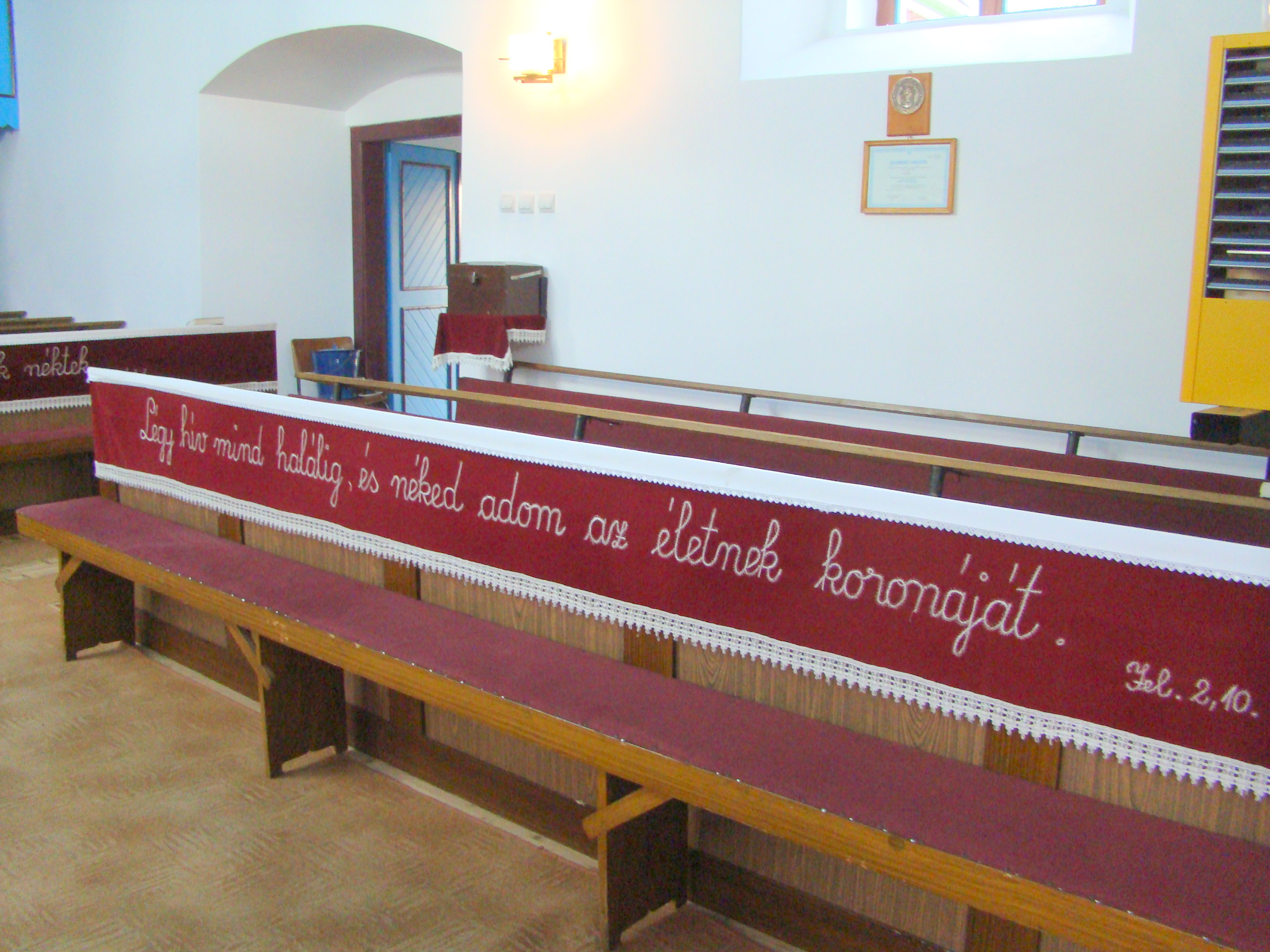
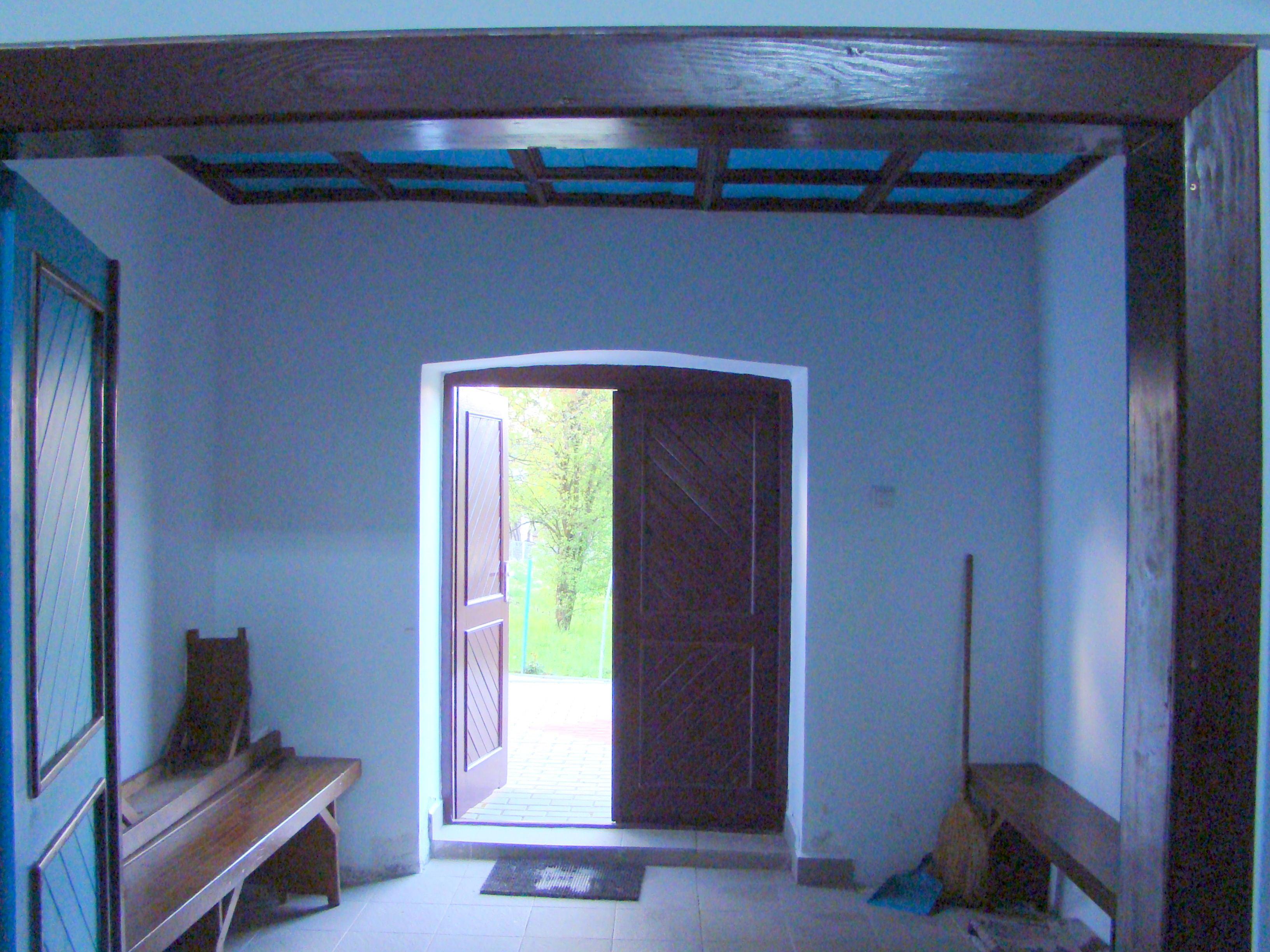

## Vezi și
- Fântânele, Bistrița-Năsăud